# Rabat
 (mai 2025).
La mise en forme du texte ne suit pas les recommandations de Wikipédia : il faut le « wikifier ».
Les points d'amélioration suivants sont les cas les plus fréquents. Le détail des points à revoir est peut-être précisé sur la page de discussion.
- Les titres sont pré-formatés par le logiciel. Ils ne sont ni en capitales, ni en gras.
- Le texte ne doit pas être écrit en capitales (les noms de famille non plus), ni en gras, ni en italique, ni en « petit »…
- Le gras n'est utilisé que pour surligner le titre de l'article dans l'introduction, une seule fois.
- L'italique est rarement utilisé : mots en langue étrangère, titres d'œuvres, noms de bateaux, etc.
- Les citations ne sont pas en italique mais en corps de texte normal. Elles sont entourées par des guillemets français : « et ».
- Les listes à puces sont à éviter, des paragraphes rédigés étant largement préférés. Les tableaux sont à réserver à la présentation de données structurées (résultats, etc.).
- Les appels de note de bas de page (petits chiffres en exposant, introduits par l'outil «  Source ») sont à placer entre la fin de phrase et le point final[comme ça].
- Les liens internes (vers d'autres articles de Wikipédia) sont à choisir avec parcimonie. Créez des liens vers des articles approfondissant le sujet. Les termes génériques sans rapport avec le sujet sont à éviter, ainsi que les répétitions de liens vers un même terme.
- Les liens externes sont à placer uniquement dans une section « Liens externes », à la fin de l'article. Ces liens sont à choisir avec parcimonie suivant les règles définies. Si un lien sert de source à l'article, son insertion dans le texte est à faire par les notes de bas de page.
- La présentation des références doit suivre les conventions bibliographiques. Il est recommandé d'utiliser les modèles {{Ouvrage}}, {{Chapitre}}, {{Article}}, {{Lien web}} et/ou {{Bibliographie}}. Le mode d'édition visuel peut mettre en forme automatiquement les références.
- Insérer une infobox (cadre d'informations à droite) n'est pas obligatoire pour parachever la mise en page.

Pour une aide détaillée, merci de consulter Aide:Wikification.
Si vous pensez que ces points ont été résolus, vous pouvez retirer ce bandeau et améliorer la mise en forme d'un autre article.
 (mai 2025).
 (mai 2025).
Cet article possède des paronymes, voir Ir-Rabat (Malte) et Rabat-les-Trois-Seigneurs.
Pour la ville en tant qu'entité administrative, voir Préfecture de Rabat.
Rabat (en arabe : الرباط, ar-Ribāṭ ; en amazighe : ⵕⵕⴱⴰⵟ, Ṛṛbaṭ ; en arabe marocain : الرّباط, Rbaṭ) est la capitale du royaume du Maroc. La ville est située au bord de l'Atlantique au nord-ouest du Maroc, à 40 km au sud de Kénitra et 240 km au sud-ouest de Tanger et du détroit de Gibraltar, et à 87 km au nord-est de Casablanca. Elle est séparée de la ville de Salé au niveau de l'embouchure du Bouregreg, d'où leur surnom de « villes jumelles ».
Sur le plan administratif, son territoire — à distinguer de celui de l’agglomération rabataise incluant sa banlieue — d'une superficie de 118,5 km2, correspond à celui de la préfecture de Rabat qui, depuis le retour au principe de l'unité de la ville en 2002, est composée d'une part de la commune urbaine de Rabat, divisée en cinq arrondissements ; d'autre part de la commune urbaine de Touarga, où se situe le palais royal, enclavée dans la première. Lors du dernier recensement de 2024, sa population était de 977 827 habitants, faisant de Rabat la 7e ville du royaume. Avec sa banlieue, elle forme la deuxième agglomération de ce pays après celle de Casablanca.
Depuis 2012, un ensemble de sites de Rabat est inscrit sur la liste du patrimoine mondial de l'Unesco. La ville a aussi reçu la deuxième place du classement CNN des « Meilleures destinations touristiques de 2013 ». En 2024, la ville de Rabat reçoit à l’unanimité le prix d'honneur à l'occasion du Programme des Nations unies pour les établissements humains (ONU-Habitat) 2024.

## Histoire
La ville a été fondée au XIIe siècle par les Almohades, qui y édifièrent une citadelle (devenue la kasbah des Oudayas), une mosquée et une résidence. C’était alors ce qu'on appelle un ribat (« forteresse »). Le nom actuel vient de Ribat Al Fath, « le Camp de la Victoire ». Plus tard, le petit-fils de Abd Al-Mūmin — Ya'qub al-Mansūr — agrandit et compléta la ville, l'entourant notamment de murailles. Par la suite, elle servit de base aux expéditions almohades en Andalousie.
Après 1269, quand les Mérinides choisirent Fès comme capitale, Rabat entra dans une période de déclin. Ainsi, l'explorateur morisque Hassan al-Wazzan a rapporté qu'il n'y subsistait que 100 maisons habitées en 1515. En 1609, à la suite du décret d’expulsion de Philippe III, 13 000 Morisques y trouvèrent refuge, revitalisant ainsi la ville. Jusqu'au XIXe siècle, Rabat est connue sous le nom de Salé-le-Neuf.
En 1912, Lyautey fit de Rabat le siège du résident général et la capitale du protectorat français au Maroc. En 1956, à l’indépendance du Maroc, la ville resta la capitale du pays.

### Préhistoire
En 1875, Bleicher signale pour la première fois l'existence d'outils lithiques au Maroc ; est cité entre autres le site Douar Doum à Rabat.
Une carrière d'exploitation dans le quartier de Kébibat a livré en 1933 les plus anciens fossiles humains trouvés au Maroc (à la date de 2004), soit 23 fragments de boîte crânienne, sans industrie lithique associée. Leurs caractéristiques ont induit plusieurs hypothèses successives. Marçais (1934) en fait un Atlanthrope. Vallois (1958/1959) leur attribue un mélange de Néandertalien et de Sinanthrope. Jaranof (1945) les dit moustériens. Ferembach (1975) les attribue à l'Acheuléen moyen. Au début des années 2000, ils sont dits du Tensiftien, contemporain du Riss, l'avant-dernière glaciation,. La stratigraphie du site a été interprétée en 1959 par G. Choubert.
Les falaises du littoral océanique entre Rabat et Tébibat sont elles aussi riches en vestiges préhistoriques : Dar-es-Soltane I et II, El Harhoura I et II, grotte des Contrebandiers (appelée de nos jours El Mnasra).

### Fondation et développement sous les Almohades

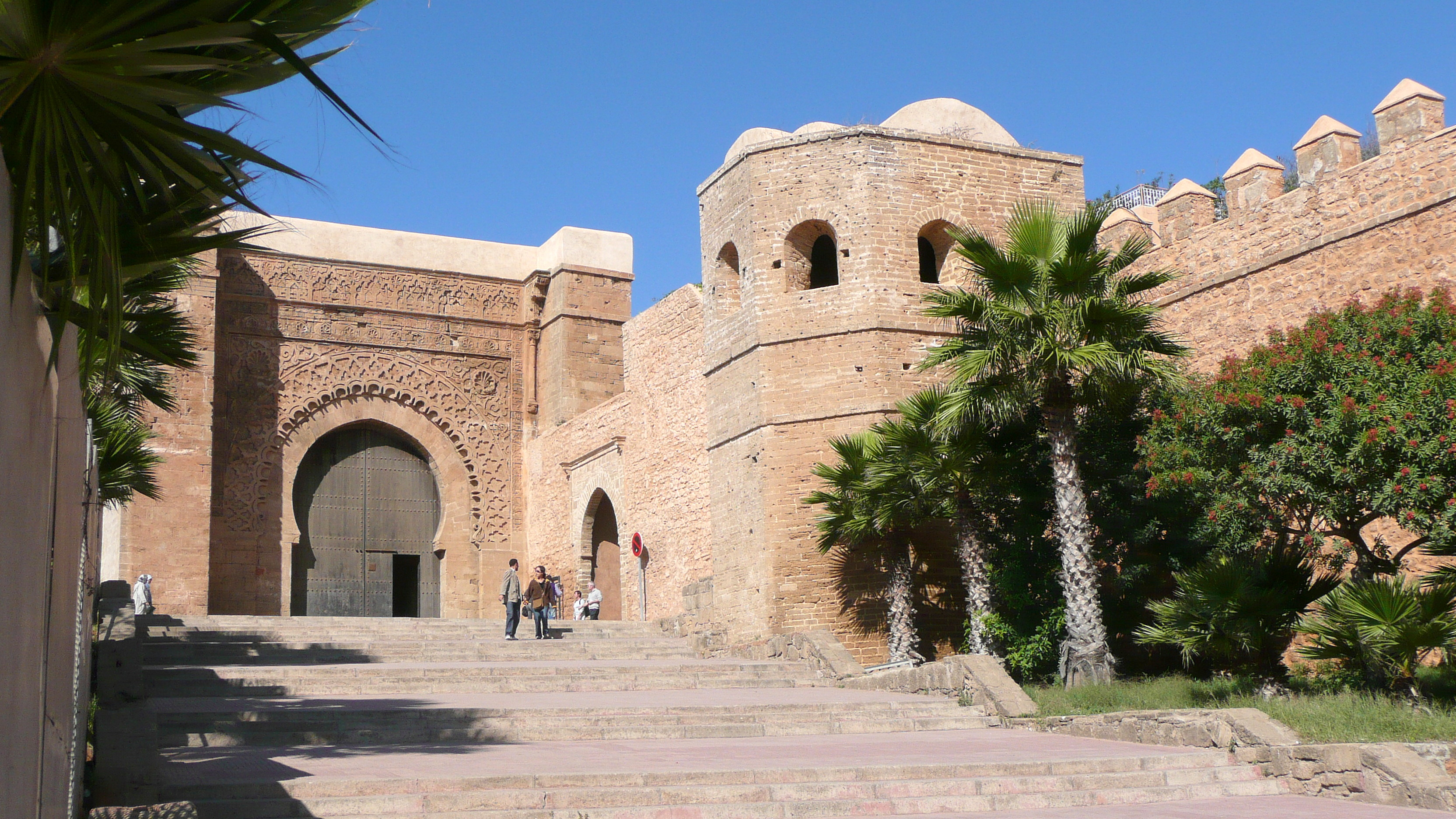
La Kasbah des Oudayas est édifiée sur l'emplacement de la citadelle originelle, fondée par les Almoravides

La première trace urbaine à Rabat se situe à l'actuelle kasbah des Oudaïas, les Almoravides y ayant fondé un fort pour organiser les attaques contre les tribus du royaume hérétique des Berghouata non loin des ruines de l'ancienne cité romaine de Sala Colonia. La dynastie des Almohades fit édifier, en 1150, à la place de l'ancien fort sanhadja des Almoravides, un ribat (ou forteresse), lieu de rassemblement des combattants de la foi, point d’étape dans l’épopée almohade pour la conquête de l’Andalousie et le contrôle du reste du Maghreb. Le calife Abu Yusuf Yaqub al-Mansur se disait désireux de concevoir, quant à la position du Bouregreg, des projets plus vastes capables d'éclipser les grandes métropoles abbassides de l'Orient islamique.
Aidé des nombreux captifs ramenés d’Espagne après la bataille d'Alarcos, il fit construire les remparts de la future capitale et commencer, non loin du fleuve, une mosquée aux proportions grandioses ; mais cette dernière ne fut pas achevée ; seul se dresse son minaret qui servit de repère aux navigateurs pour le franchissement de la ville. À ce camp retranché fut d'abord appliqué le nom de Ribat de Salé, puis celui de Ribat El-Fath, après la victoire des armées almohades en Espagne.
Cette construction, qui correspond en gros à la partie ouest de l’actuelle kasbah des Oudaïas, fut appelée à la fois Ribat al Fath (« le Camp de la Victoire »), pour commémorer les victoires almohades, et al-Mahdiyya, en souvenir d’al-Mahdî Muhammad ibn Tûmart, fondateur du mouvement almohade. À partir du Ribat d’Abd al-Mumin, son fils Abu Yaqub Yusuf, puis son petit-fils Yacoub el-Mansour, héritiers d’un empire s'étendant de la Castille à la Tripolitaine, à cheval sur l'Europe et l'Afrique, ont construit une cité imposante, couvrant plus de quatre cents hectares, enceinte de murailles imposantes percées de portes monumentales et qui devait être dotée d'une mosquée gigantesque, la tour Hassan (restée inachevée, et puis détruite durant le séisme de 1755), mais qui eut été l'un des plus grands sanctuaires du monde musulman.
Ainsi, bien que Ribat al Fath ne reçût jamais la population que son enceinte aurait pu abriter, les grandes orientations de la ville étaient tracées. Les remparts et les portes monumentales de l’époque témoignent aujourd'hui encore de l’ampleur de la ville almohade; également le minaret et les vestiges de la mosquée de Hassan, sur un site dont le caractère sacré a été accentué et revalorisé par l'édification du mausolée Mohammed V, symbole de piété filiale qui, de par sa décoration exceptionnelle, œuvre d'art collective, est un hommage au souverain qui y repose et un témoignage de la renaissance de l'artisanat traditionnel.

### Phase de déclin
De la fin de la période almohade, vers le milieu du XIIIe siècle, jusqu'au début du XVIIe siècle, l’importance de Rabat diminua considérablement.
La dynastie zénète des Mérinides fonda le Jama' el-Kbîr, ainsi que d'autres ruelles, toutes situées au cœur de l'actuelle médina. La localisation de cet équipement public permet d’affirmer que la vie citadine n’était pas concentrée uniquement aux abords immédiats de la kasbah et que plusieurs quartiers de l'actuelle médina étaient habités.

### République du Bouregreg

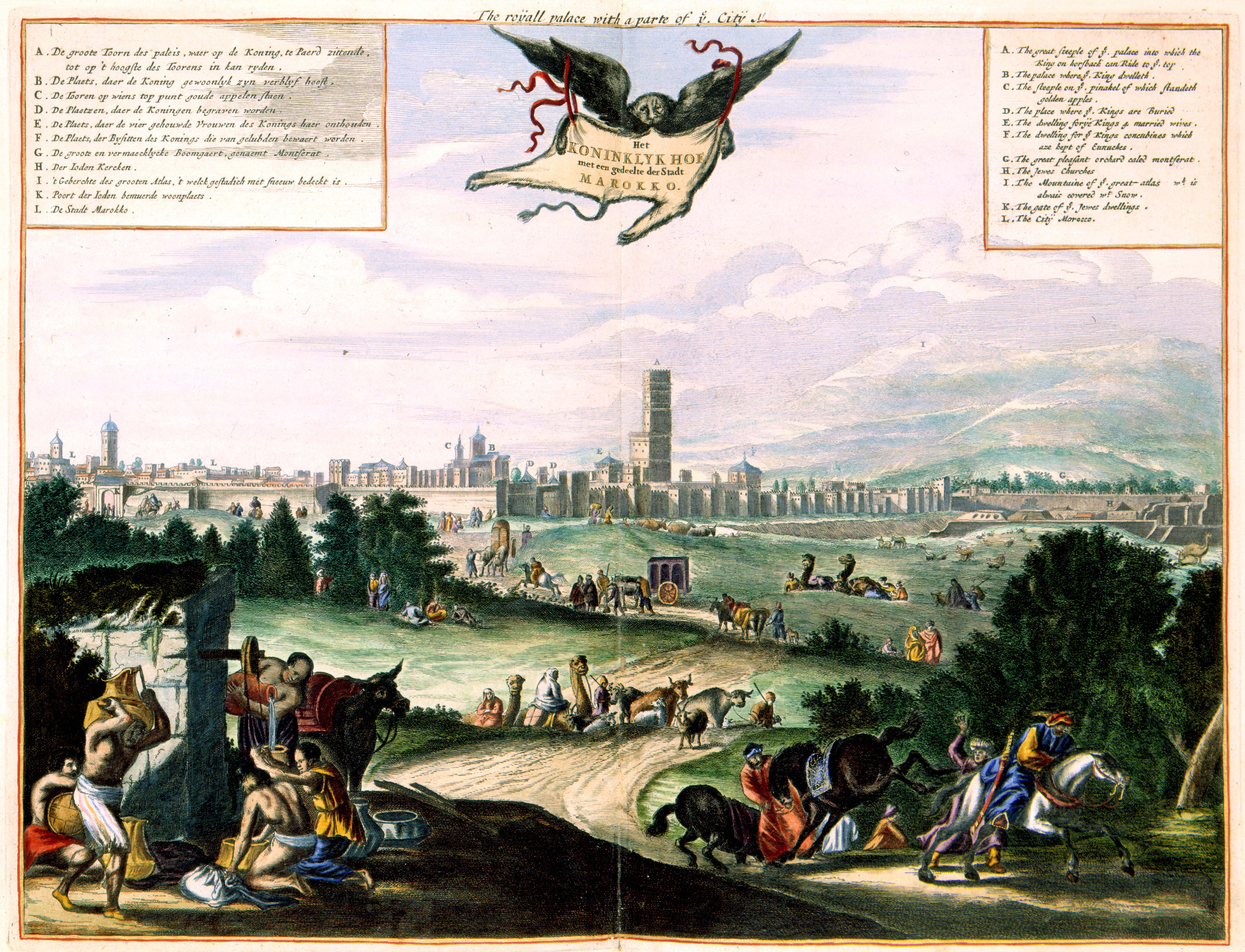
Rabat à la fin du XVIIe siècle. Bibliothèque royale des Pays-Bas.

À partir de 1610, Rabat reçut une forte population de réfugiés morisques chassés de l'ancienne Al-Andalus par le roi d'Espagne Philippe III, qui s’établirent dans la kasbah et à l'intérieur de l'enceinte almohade, dans la partie nord-ouest qu'ils délimitèrent et protégèrent par une nouvelle enceinte, la muraille andalouse. Les descendants de ces Morisques, qui portent souvent des patronymes hispaniques tels que Dinia (Dénia, ville en Espagne dans la commune autonome de Valence), Guédira, Mouline (Molina), Bargach (Vargas), Karrakchou (Carracso/Carrasco), Moreno, Balafrej (Palafres), Ronda, Tamourro (Chamorro), etc., sont toujours considérés comme les Rbatis dits « de souche ».
Pendant quelques dizaines d’années, Rabat, alors connue de l’Europe sous le nom de Salé-le-Neuf, fut le siège d'une cité-État, la république du Bouregreg, jusqu’à l’avènement des Alaouites qui s’emparèrent de l’estuaire en 1666. Sa principale activité était la course en mer contre les chrétiens, notamment contre les Espagnols, qui lui procurait la totalité de ses ressources, et la république salétine devint ainsi un des principaux centres de la course barbaresque en Afrique du Nord, en concurrence avec les Ottomans qui dominaient Alger, Tunis et Tripoli. Les corsaires de Salé-le-Neuf s'aventuraient très loin dans l'océan Atlantique, parfois jusqu'en Islande et jusqu'à Terre-Neuve, au large de l'actuel Canada.

### Rabat sous les Alaouites

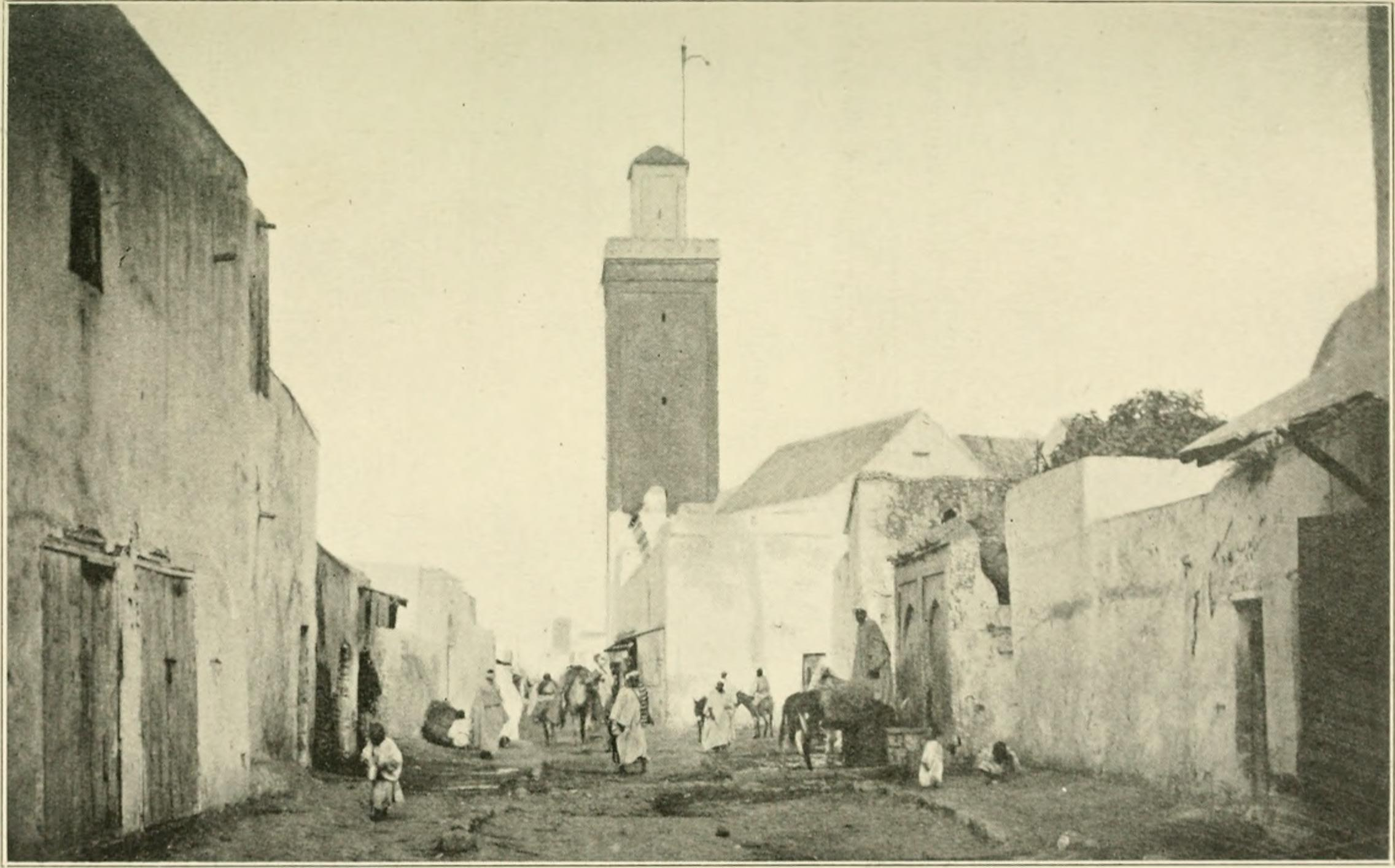
Rue près du mellah de Rabat en 1900.

Rabat devient une ville impériale dans la seconde moitié du XVIIIe siècle, sous le règne du sultan Mohammed III (1757-1790) qui y fait édifier un palais et une mosquée. Un de ses successeurs, Moulay Slimane (1792-1822), vient y résider durant les grandes révoltes siba qui frappent le Moyen-Atlas et menacent Fès, et y fait également construire une mosquée. Sa décision d'arrêter la course barbaresque entraîne le déclin de l'activité maritime de la ville.
Une publication de 1901 rappelle l'existence à Rabat du quartier juif appelé au Maroc mellah, reconstruit vers 1811, où se trouvent de nombreux marchands juifs et seize synagogues au début du XXe siècle.

### Protectorat français
En 1912, dans le cadre de l'instauration du protectorat français au Maroc, le général Lyautey décide de transférer la capitale de Fès à Rabat (en raison de la forte agitation des tribus autour de Fès). Le sultan Moulay Youssef y déménage quelques mois plus tard. En 1913, Lyautey fait appel à Jean Claude Forestier qui rédige un rapport sur l'aménagement urbain des grandes villes marocaines, puis il engage Henri Prost en 1914 pour dessiner la « Ville nouvelle » destinée à abriter les institutions du protectorat et la population européenne.

### Après-indépendance
En 1956, à la fin du protectorat, le sultan Sidi Mohammed Ben Youssef (Mohammed V) maintient Rabat comme capitale. Son fils Hassan II, en 1961, et son petit-fils Mohammed VI en 1999, confirment ce choix, tout en alternant les séjours dans les différents palais du Royaume, selon la tradition des souverains chérifiens.
De la fin de la Seconde Guerre mondiale et jusqu'en 1963, les États-Unis disposèrent d'une base militaire aérienne à Rabat.

## Culture et patrimoine

### Patrimoine mondial
Depuis juin 2012, un ensemble de sites de la ville de Rabat est inscrit sur la liste du patrimoine mondial de l'Unesco en tant que bien culturel : la « ville nouvelle » (édifiée au début du protectorat français au Maroc), la kasbah des Oudayas, le jardin d'Essais, la médina, les remparts et portes almohades, les sites du Chellah ou de la mosquée Hassan (dont la « tour Hassan » est le minaret), le mausolée Mohammed-V et le quartier habous de Diour Jamaâ.

### Enceintes et fortifications
Protégeant les faces sud et ouest de la ville, une enceinte importante fut construite par les Almohades à la fin du XIIe siècle. Elle est composée de deux longues murailles rectilignes, se coupant à angle aigu, d’une longueur totale de plus de cinq kilomètres, d’une épaisseur de plus de deux mètres et d’une hauteur moyenne d'environ huit mètres.
Ainsi fut enfermée une superficie de près de quatre cent-vingt hectares, englobant le plateau supérieur qui domine aujourd’hui le Chella, pour assurer, en cas d’attaque, la sécurité des parties basses de la ville. Le rempart ouest était percé de quatre portes, à intervalles assez réguliers : Bab El-Alou, Bab El-Had, Bab Er-Rouah et Bab El-Hdid, la dernière étant incluse dans l’actuel Palais royal. Le rempart sud n'en comportait qu’une seule, Bab Zaër. Comme la plupart des murailles édifiées par les Almohades, cette enceinte construite en béton d'une grande solidité, riche en chaux grasse, a admirablement résisté. Régulièrement flanquée de tours carrées, sa courtine est couronnée d'un chemin de ronde, bordé à l’extérieur d’un parapet aux merlons coiffés de pyramidions.
Bab Er-Rouah, chef-d’œuvre d’esthétique monumentale en pierre, déploie, tout comme la porte de la Kasbah, un décor d’entrelacs autour de l’ouverture en forme d’arc outrepassé inscrit dans un encadrement rectangulaire. Comme à Bab Agnaou à Marrakech, de grands arcs reprennent, en l’élargissant, le mouvement de l’arc même de la porte, l’entourant d’une auréole sinueuse aux pointes aiguës, surmontée d’une large frise à inscription coufique.
Au début du XVIIe siècle, des réfugiés musulmans chassés d’Espagne s’installent dans la Kasbah ainsi que dans une partie d’une centaine d’hectares à l’intérieur de l’enceinte almohade, qu’ils délimitent par l’édification d’une nouvelle muraille. Partant à proximité de Bab El-Had, cette dernière relie la courtine du XIIe siècle à la falaise dominant le Bouregreg, au Borj Sidi Makhlouf. Rectiligne et flanquée de tours barlongues, la muraille andalouse qui s’étendait sur plus de 1 400 mètres, était haute en moyenne de cinq mètres et large de plus d’1,5 mètre. Elle était percée de trois portes : Bab Et-Tben (qui est aujourd'hui abattue ; elle était située près de l’actuel marché municipal), Bab El-Bouiba et Bab-Chella.
Par ailleurs, au début du XIXe siècle, un nouveau rempart extérieur, d’une longueur totale de 4 300 mètres, fut édifié. Il prolongeait au sud l'enceinte almohade et la doublait à l’ouest jusqu'à l'océan Atlantique, enfermant ainsi une superficie totale de plus de 840 hectares. Cette dernière fortification avait une hauteur moyenne de 4 mètres et une épaisseur légèrement inférieure à 1 mètre. Quatre portes au total y étaient percées : Bab El-Qebibât, Bab Tamesna, Bab Marrakech et Bab El-Msalla. Ce rempart alaouite a été détruit en grande partie pour faciliter l’aménagement de la ville européenne durant le Protectorat. À partir des principales portes de la médina partaient les routes reliant, notamment, Rabat à Casablanca, à Marrakech, et à Fès.
Aux abords de l'enceinte almohade se tenaient des marchés hebdomadaires, tel celui de Souq el-Had, à proximité de la porte du même nom. Par ailleurs, entre l'enceinte alaouite et la muraille almohade étaient situés, au sud, l'Agdal, relié au Palais royal et, au nord, des jardins d'orangers dont les fruits, très prisés pour leur qualité, étaient exportés en Europe, comme l'attestent de nombreux documents d'archives.

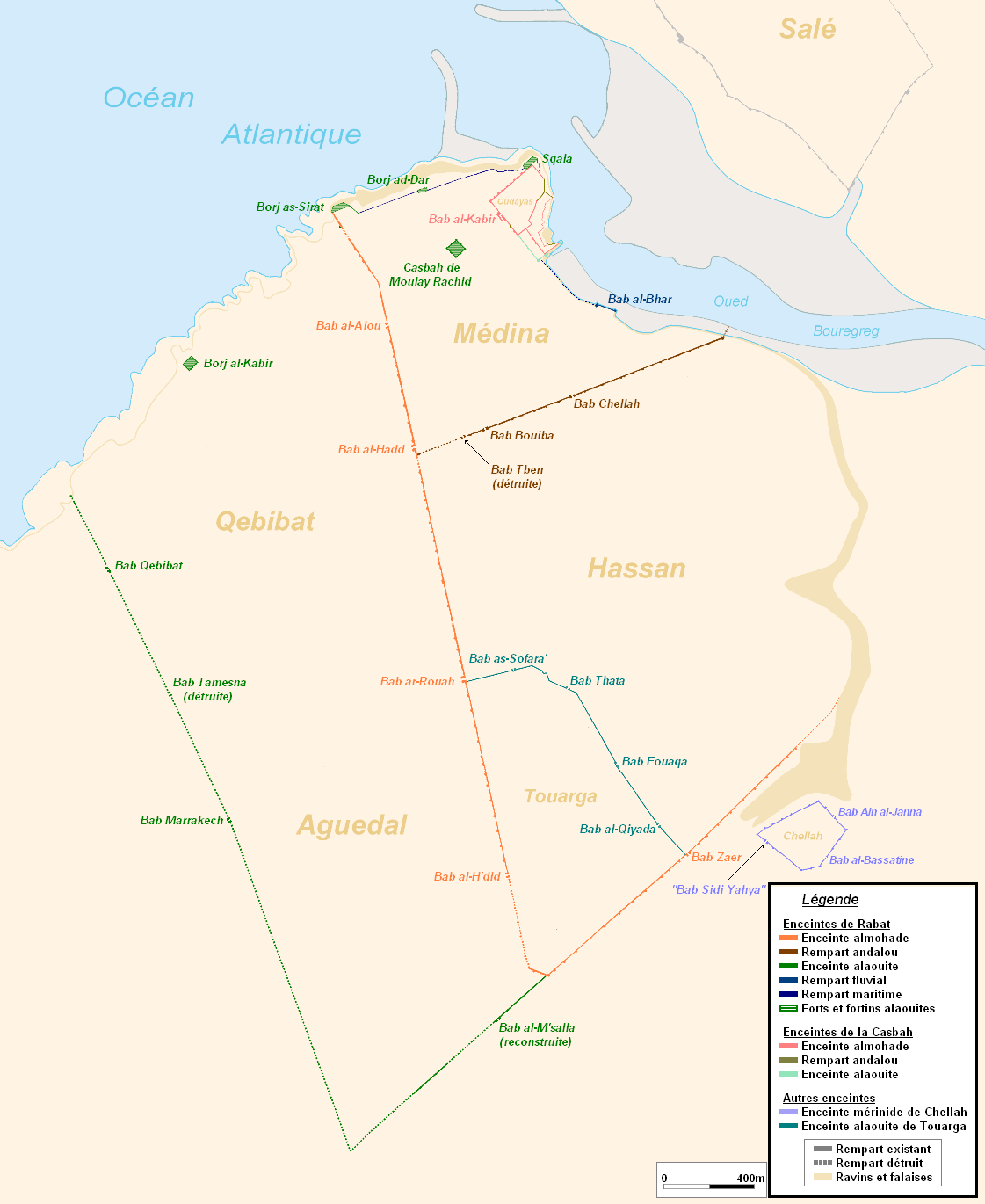
Carte des fortifications de Rabat
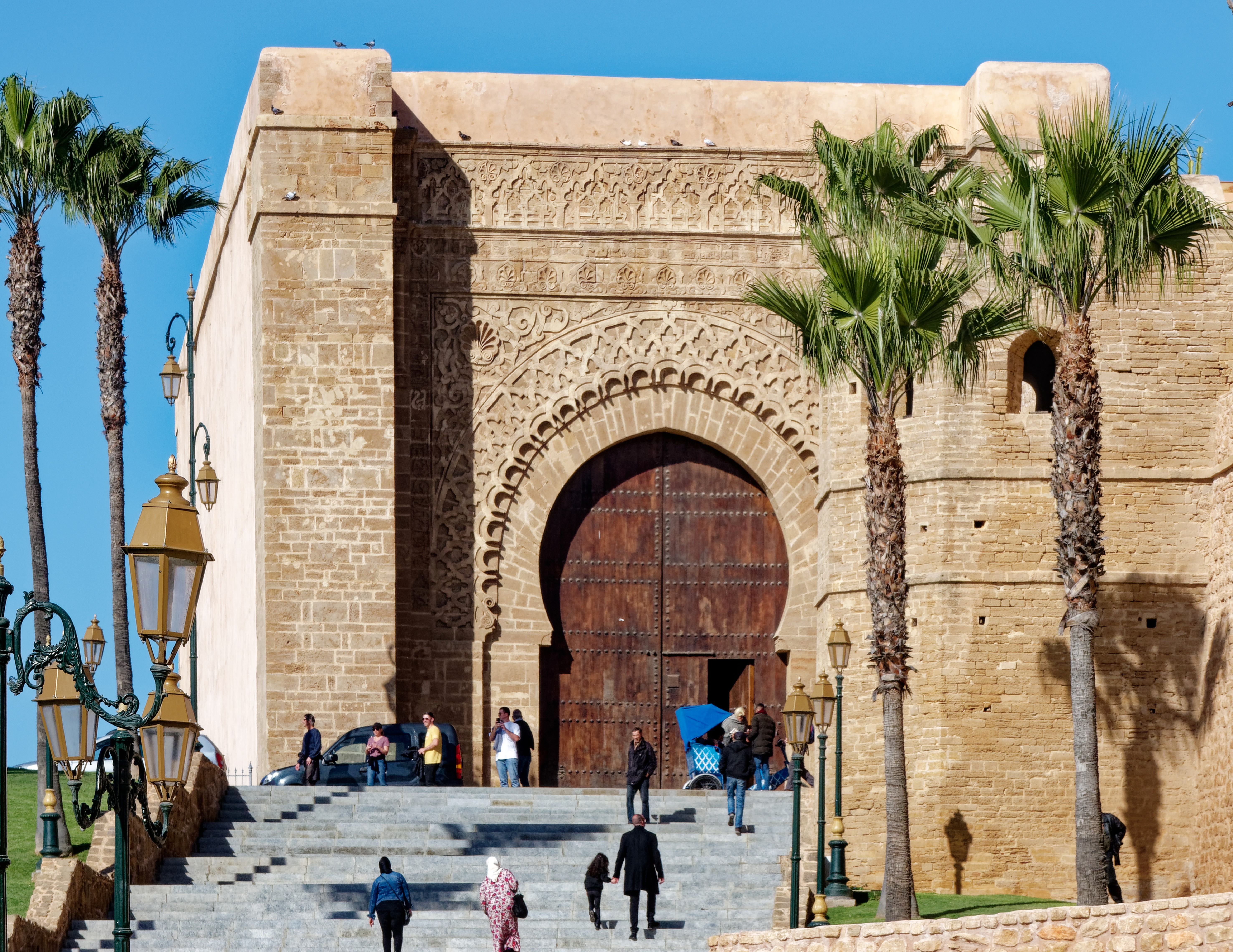
Bab Oudaia
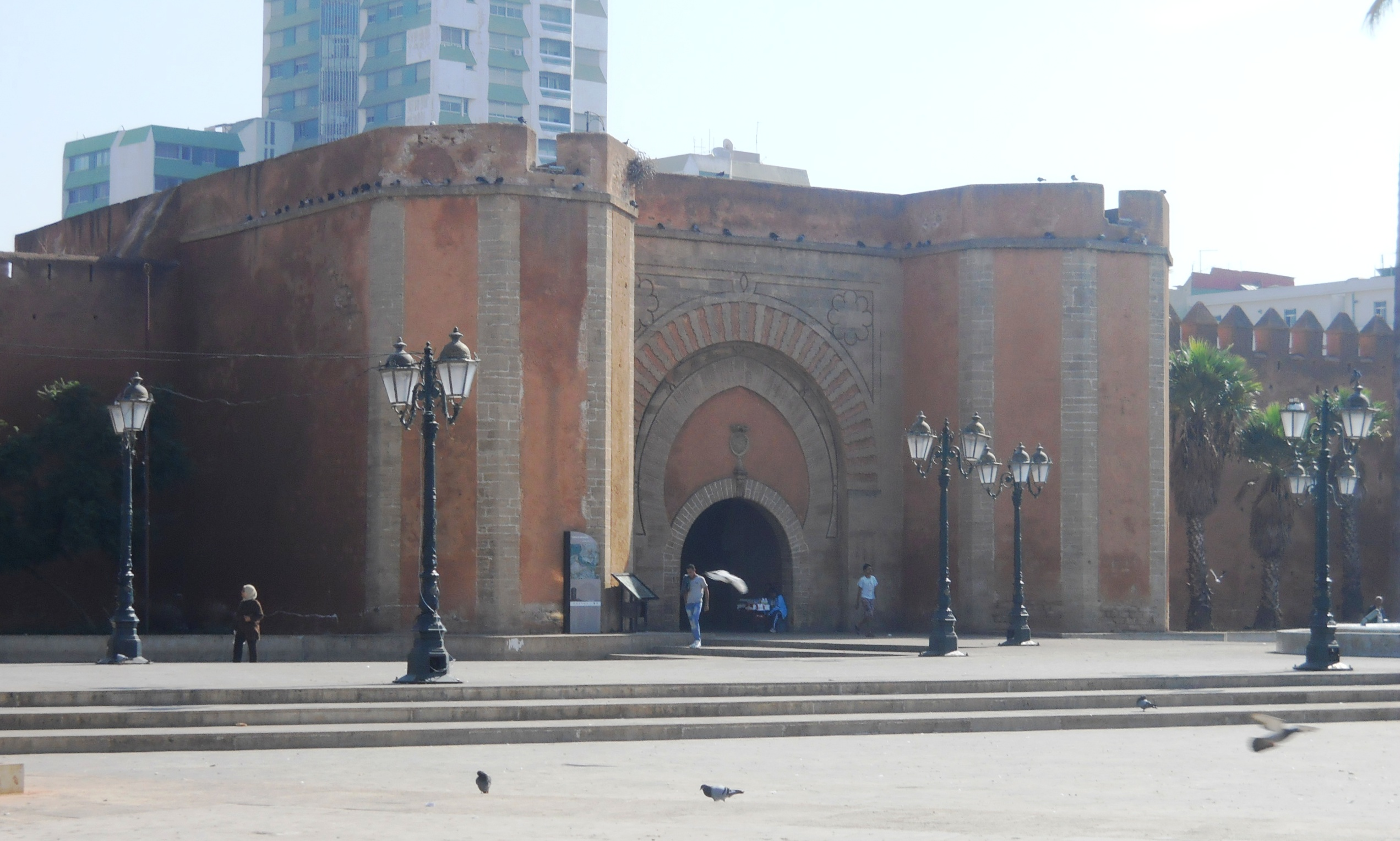
Bab El-Had à Rabat
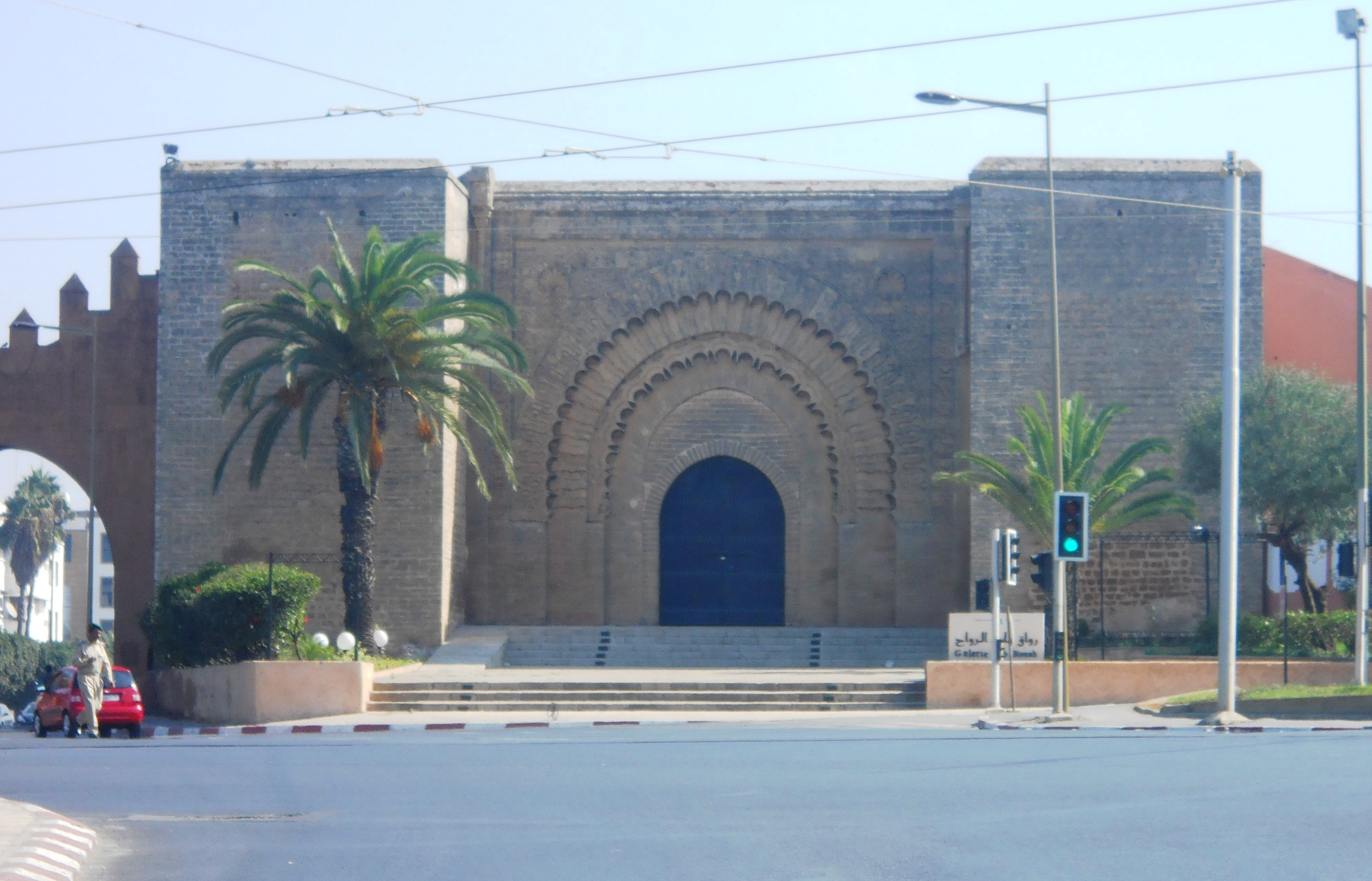
Bab Er-Rouah

### Institutions et espaces culturels
Le théâtre national Mohammed-V est l’une des plus grandes institutions culturelles de Rabat. La majeure partie des spectacles y sont coorganisés avec les instituts culturels européens.
Les galeries officielles sont Bâb Er-Rouah, Bab El-Kébir aux Oudayas et Mohamed El-Fassi.
Rabat compte aussi des espaces indépendants, le plus emblématique étant L'appartement 22, fondé en 2002 par Abdellah Karroum, pour la production, l'exposition et les rencontres des cultures vivantes.
Des grands projets culturels sont lancés dans les années 2000, notamment celui de la Bibliothèque nationale, du musée des Arts contemporains et de l’Institut supérieur de la musique et de la danse.
En 2006, la Fondation ONA inaugure à Rabat son second lieu culturel, la Villa des Arts.

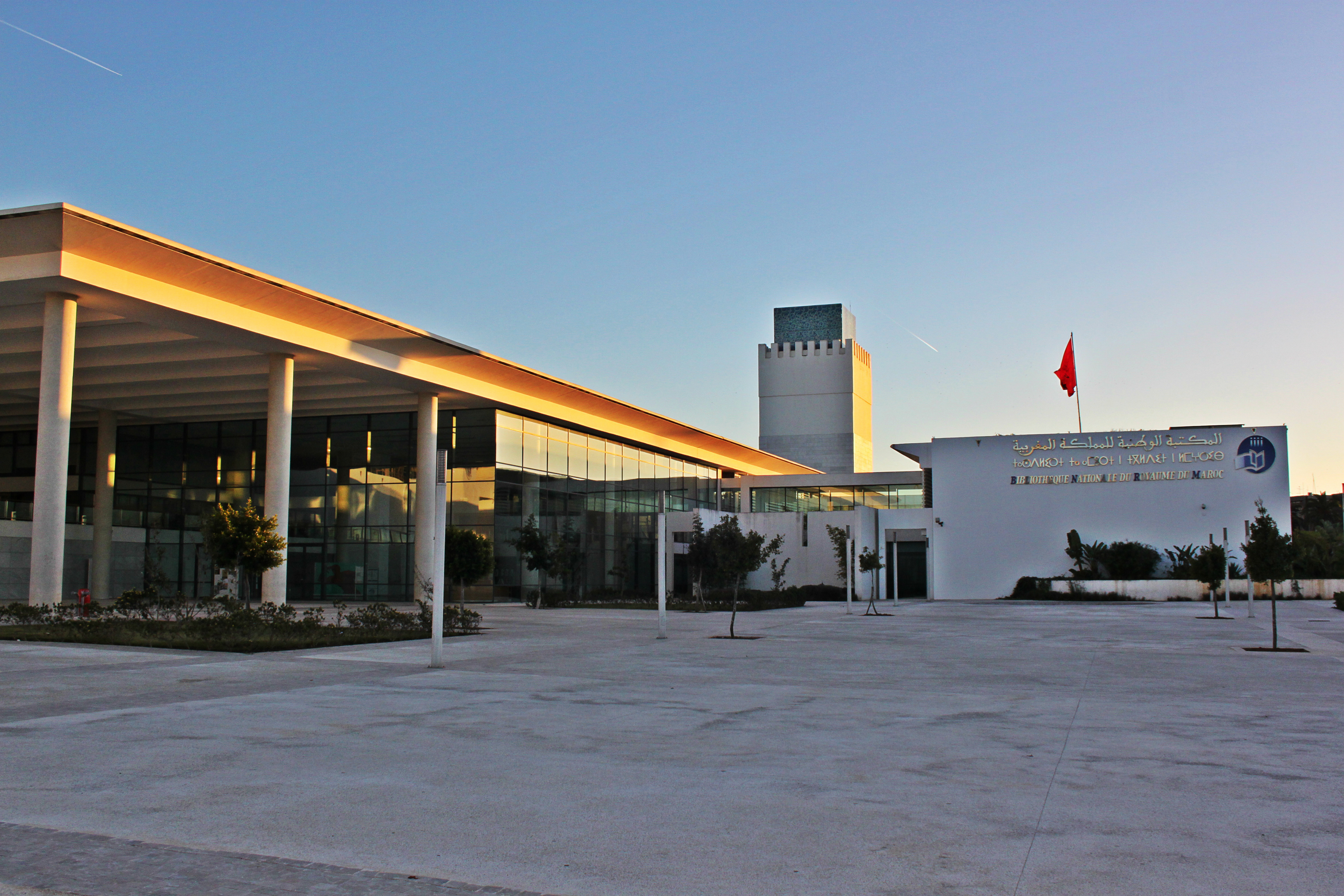
Bibliothèque Nationale.
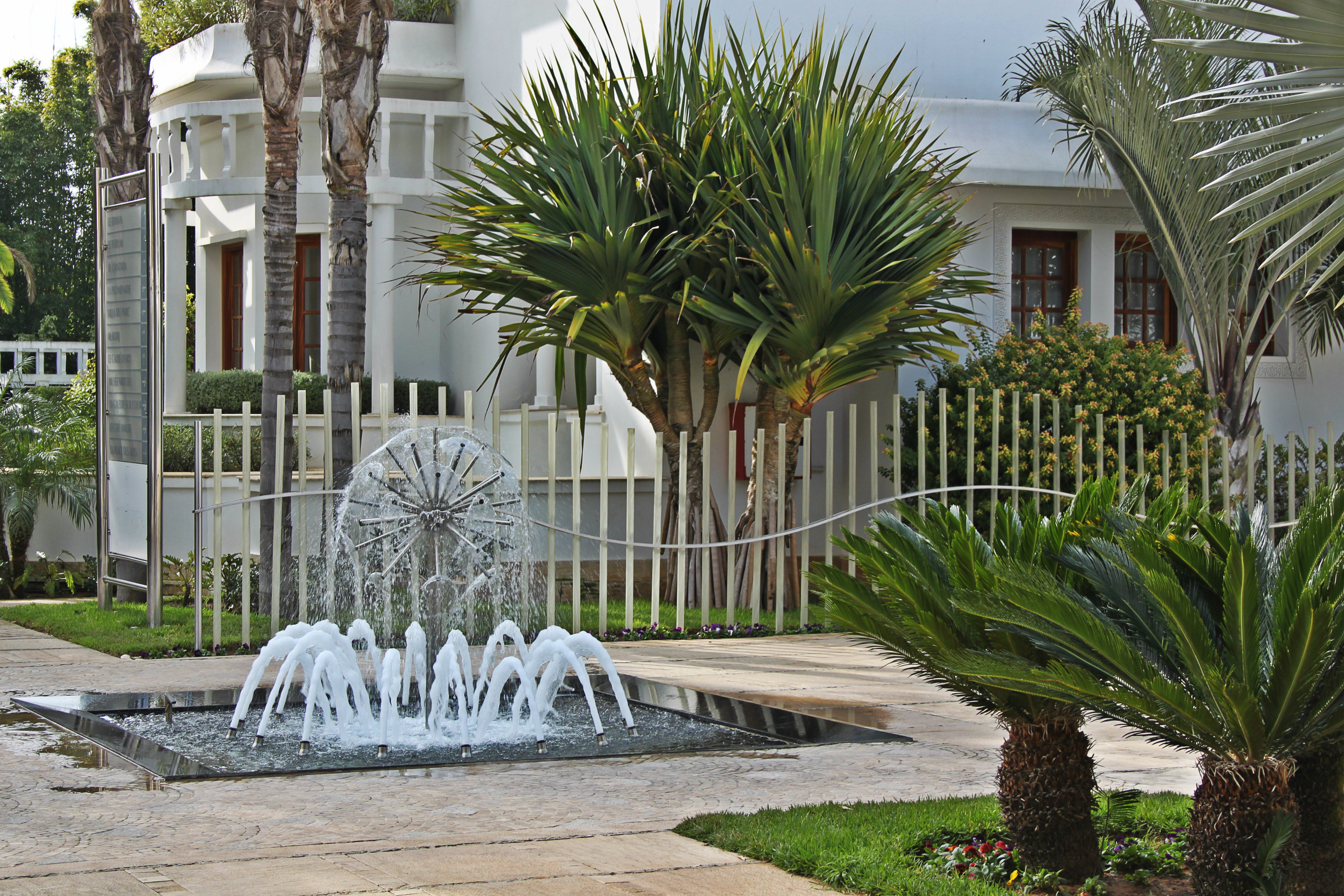
Villa des arts de Rabat.
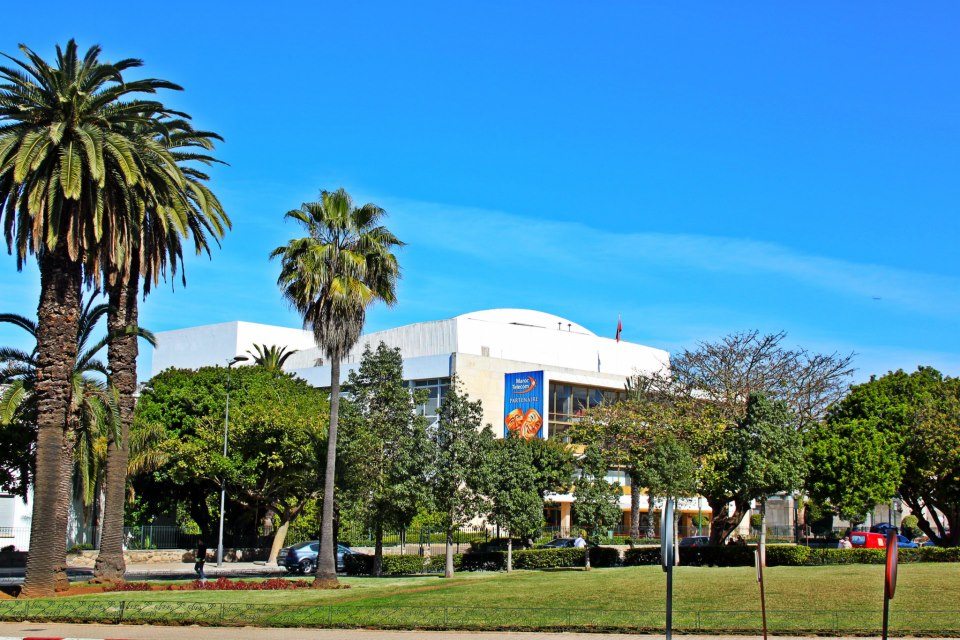
Théâtre Mohamed V.
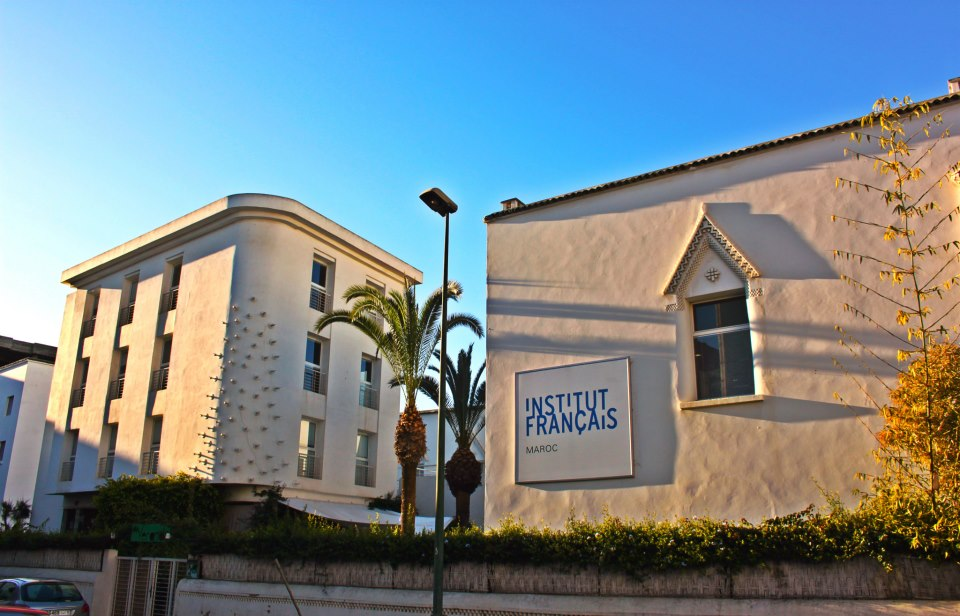
Institut français du Maroc à Rabat.
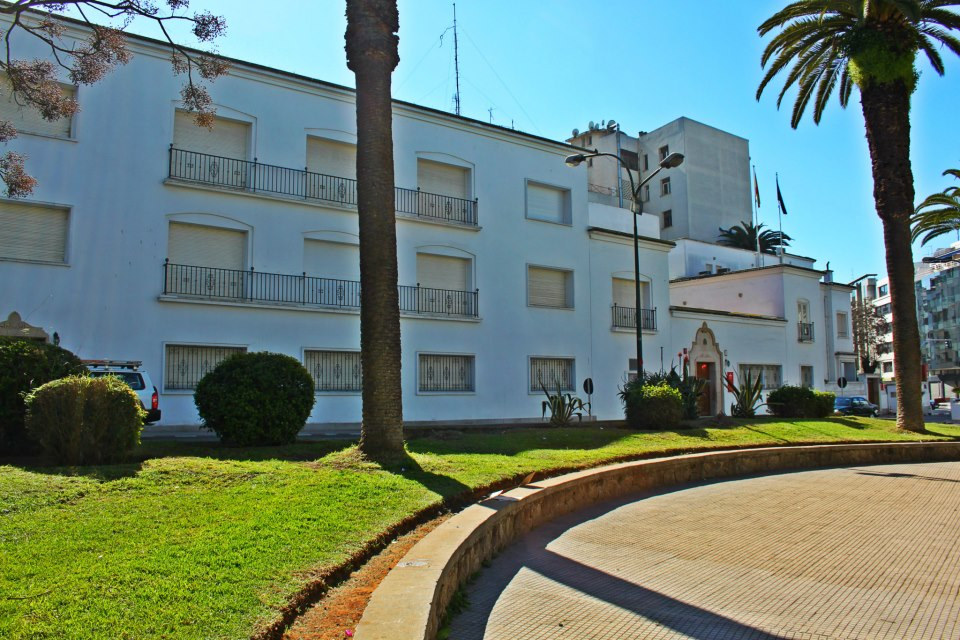
Institut espagnol de Rabat.

## Administration et politique
Le petit quartier de Touarga dispose d'un statut particulier et ne fait pas partie de la commune de Rabat. La commune de Rabat couvre le reste de la ville.

## Géographie

### Localisation
Rabat se situe au cœur de la vallée du Bouregreg et à un climat tempéré, Les préfectures limitrophes sont les préfectures de Salé, Skhirate-Témara et de Khemisset.

## Quartiers

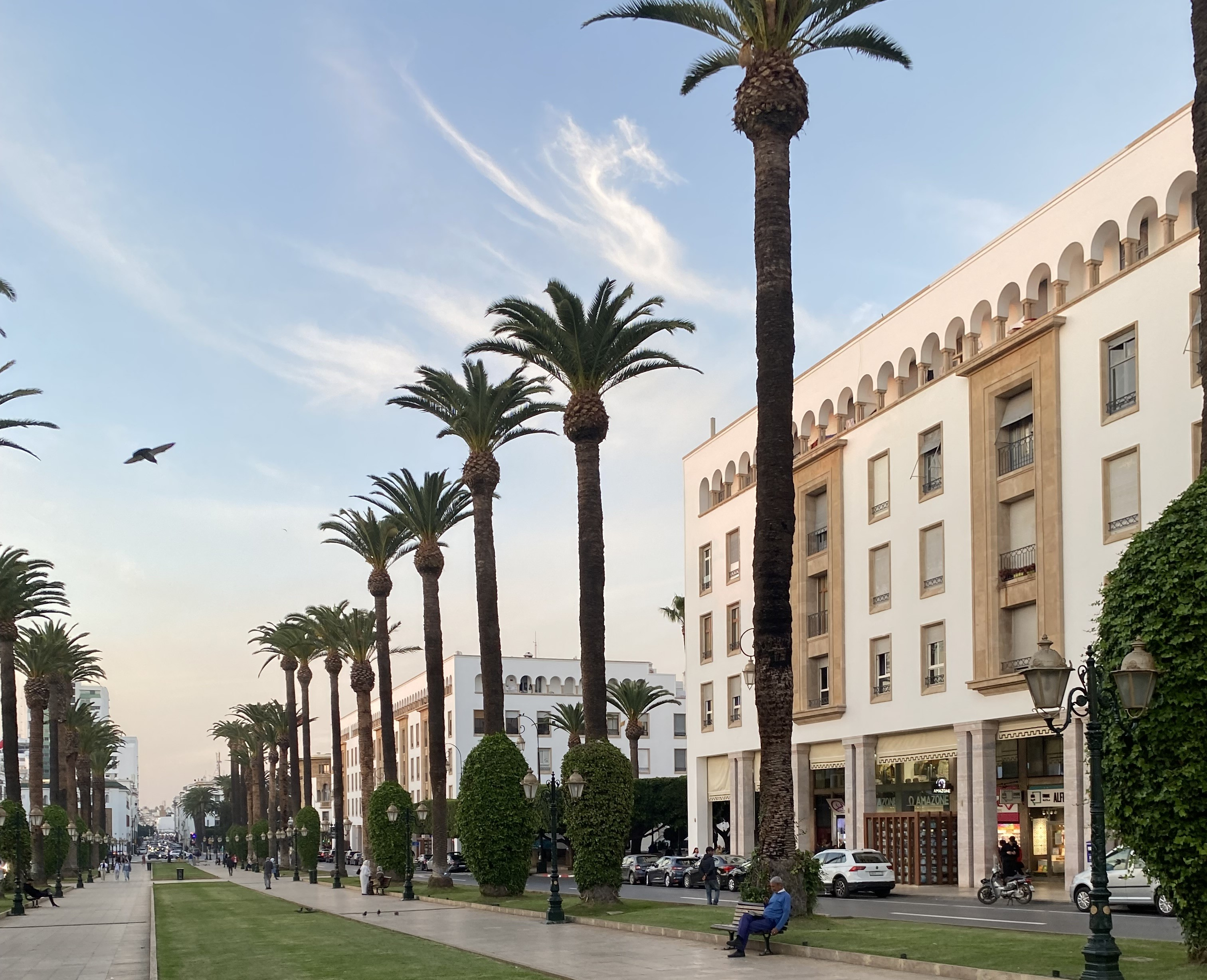
Avenue Mohammed-V.

### Arrondissement Hassan
L'arrondissement de Hassan est constitué d'une multitude de quartiers qui sont les quartiers les plus anciens de la ville, le premier quartier est celui de la Kasbah des Oudayas, ancienne forteresse devant protéger des invasions maritimes venue de l'Océan Atlantique. Il va changer plusieurs fois de fonction jusqu'à devenir un quartier d'habitation pendant le XIXe siècle, il prend son nom de la tribu des Oudayas qui est venue en tant que garde royale à Rabat. 
Le deuxième quartier est celui de la Medina qui est le cœur historique de la ville et qui a pris son importance après l'arriver des Andalous venus en masse pendant l'inquisition espagnol, la Medina est elle même divisée en plusieurs quartiers (tel que Boukroun, El Gza, Oukassa...) et médina veut simplement dire ville en arabe et elle est appelée « mdina kdima » par les habitants voulant dire la vieille ville.
Le Mellah est le quartier juif de la médina qui a été fonder en 1808 par le même ingénieur que le mellah de la ville de Salé, il ne reste seulement qu'une dizaine de familles juifs à Rabat depuis que la majorité ait quitter le Maroc.
Le quartier de Hassan (ancien quartier de la Tour Hassan) est le premier quartier européen de Rabat situé à l'intérieur de la muraille almohade rester vide jusqu'au protectorat français, le quartier reste aujourd'hui très vivant et surtout au niveau de l'Avenue Mohammed V qui regroupe la plupart des bâtiment officiel comme la Gare Rabat Ville et l'ancien siège de Bank Al-Maghrib. En hauteur se trouve le quartier de la Résidence (qui tient son nom de l'ancienne Résidence générale devenue le Ministère de l'intérieur), ce quartier est plutôt calme avec un grand nombre de ministères. A coté, on trouve le quartier des Touargas situé dans la muraille alaouites où se trouve le Palais royal. 
Du coté atlantique se trouve le quartier de l'Océan, qui a d'abord été une extension du Quartier de Saniya Gharbiya qui a accueilli les maisons de familles rbaties de souche plus ou moins aisées. Le quartier de l'Océan est un quartier multiculturel pour avoir abrité les communautés marocaine, française, espagnole et portugaise. Le quartier de l'Océan a été pendant très longtemps un pole de la vie culturel de la ville.
Marassa est le premier quartier extra-muros édifié par des familles rbaties bourgeoise  sur une zone comprise entre Bab El Had et l'ancien cimetière juif, de grandes figures politiques marocaines ont vécus dans ce quartier caractérisé par ses maisons traditionnels rappelant la médina.
Le quartier de Diour Jamaa  a accueilli une population de la classe moyenne, s’est développé autour des Habous conçue dès 1917 par l’administration coloniale en partenariat avec l’administration des habous pour dépeuplé la médina qui accueillait l'exode rural depuis le nouveau statut de Rabat en tant que capitale. 
Les quartiers de Qbibat et Akkari sont une extention de Diour Jamaa, Qbibat a d'abord été un quartier accueillant des européens de milieux défavorisées avant d'être habiter par des marocains, le nom de Qbibat provient de Bab Qbibat qui tient son nom lui même de Kasr Qbibat (Kasr Al Bahr) et actuel Four Seasons Hotel, le quartier accueille aussi l'Eglise orthodoxe russe. Le quartier de Akkari a été fonder par la famille éponyme et accueille les cimetières chrétiens (PAX) et juifs ainsi que des logements traditionnels.

## Économie
Rabat est la deuxième agglomération du pays après Casablanca. Ces dernières années, Rabat commence à devenir un centre d'affaires profitant de la restructuration et de la réorganisation des administrations publiques ainsi que l'installation des sociétés étrangères et la création des zones off-shores.
La ville est le siège de plusieurs grandes entreprises marocaines et multinationales présentes au Maroc (telles que Thales, Holcim, KPMG, Maroc Telecom, CDG, Crédit agricole du Maroc et Poste Maroc).

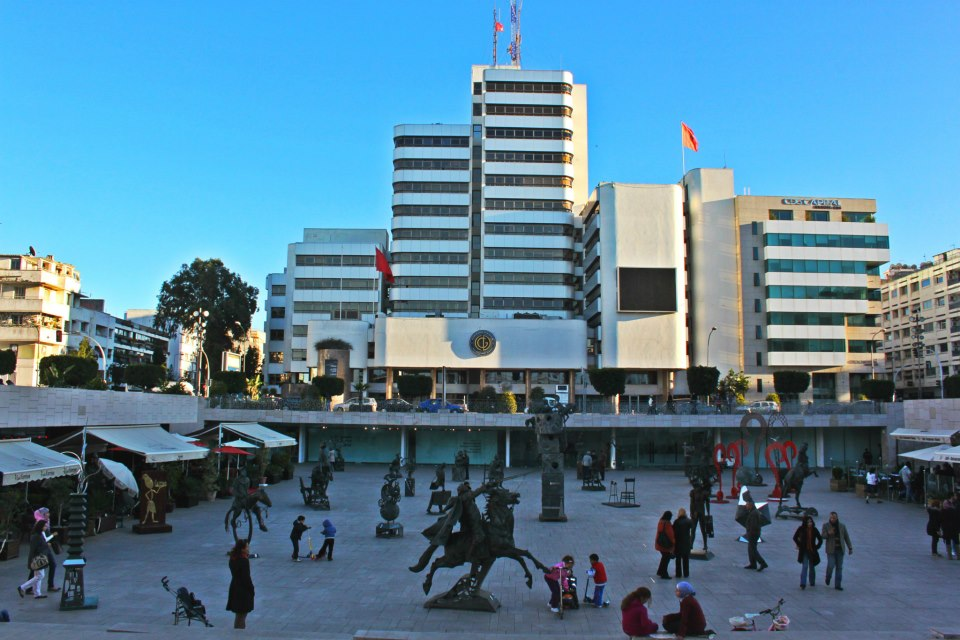
Place Moulay Hassan.
Quartier des affaires.
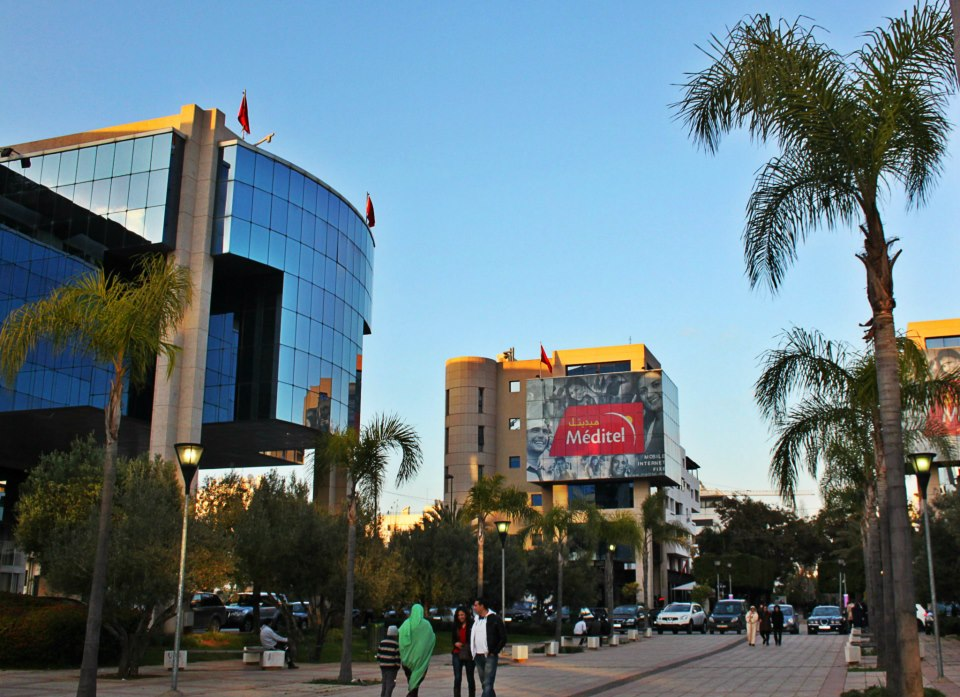
Hay Ryad.
Technopolis.

### Les projets d'aménagement de Rabat

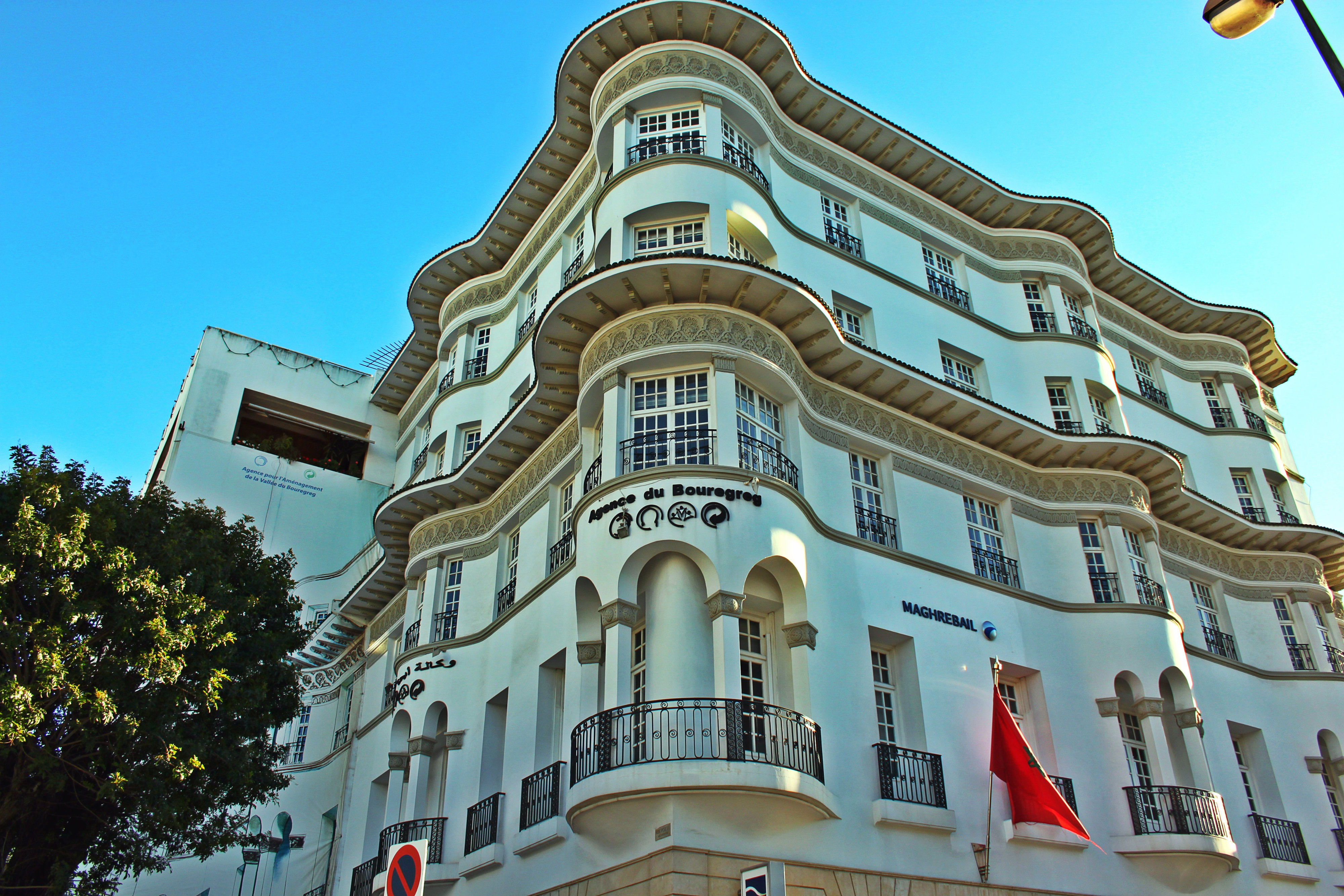
Agence pour l'Aménagement de la Vallée du Bouregreg.

La ville de Rabat à l'image du reste du Maroc compte aujourd'hui de nombreux projets d'aménagements ambitieux démarrés ou en gestation. Ces projets doivent permettre de répondre aux besoins d'une population en forte croissance (la conurbation de Rabat incluant les villes de Salé, Skhirat et Temara, compte désormais plus de 3 millions d'habitants). Il s'agit également de créer des infrastructures de transport aujourd'hui peu développées et incapables de faire face aux déplacements quotidiens des habitants dans le cadre de leur activité professionnelle. Rabat ambitionne également de devenir une véritable capitale culturelle du pays ce qui se traduit par la multiplication de projets comme la grande bibliothèque, le futur grand théâtre national au bord du Bouregreg, le musée de l'histoire et des civilisations (ex-musée archéologique), le musée d'art contemporain, et l'organisation de plusieurs Festivals au cours de l'année comme le Festival Mawazine.

#### Les projets d'aménagement de la vallée du Bouregreg
L'aménagement de la vallée du Bouregreg séparant les villes de Rabat et Salé est un projet majeur pour le Maroc qui doit concerner à terme 6 000 hectares et qui a été lancé en 2006. Pour la réalisation de la première séquence sur trente hectares, l'Agence s'est jointe à AL MAABAR d'Abou Dhabi, pour créer une cité de culture, de tourisme et de loisirs : Bab Al Bahr. L'objectif du projet est de construire dans cette zone en partie inondable et faiblement ou pas aménagée des nouveaux quartiers multifonctions assurant la transition entre les deux agglomérations en valorisant le potentiel de l'axe fluvial avec la nouvelle marina et le patrimoine architectural des deux villes. Le projet, qui est piloté par un établissement public créé pour la circonstance (l’Agence pour l'Aménagement de la Vallée du Bouregreg AAVB), doit permettre également d'améliorer la communication entre les deux villes.
Six phases sont prévues dont deux ont commencé en 2009. La première, dénommée Bab Al Bahr, représente un montant d’investissement de 750 millions de dollars et comprend un programme immobilier mixte de près de 560 000 m2 de plancher. Les aménagements situés sur la rive gauche de l'oued entre son embouchure et le pont Hassan II comprennent des ensembles hôteliers et résidentiels de qualité, la Cité des Arts et métiers destinée à la préservation du savoir-faire artisanal et un port de plaisance. La construction d'un pont doté d'un tirant d'air plus élevé et le dragage de l'oued doivent permettre d'accueillir des bateaux ayant des tirants d'eau plus importants. Pour les pêcheurs professionnels de Salé et Rabat chassés par les aménagements en cours, un port de pêche est en cours de construction à l'embouchure de l'oued côté Rabat. La deuxième phase porte sur la construction d'un quartier en partie lacustre dans la zone comprise entre le nouveau pont Hassan II et la ligne ferroviaire Rabat Salé pour un investissement initial de 2.5 milliards de dollars.

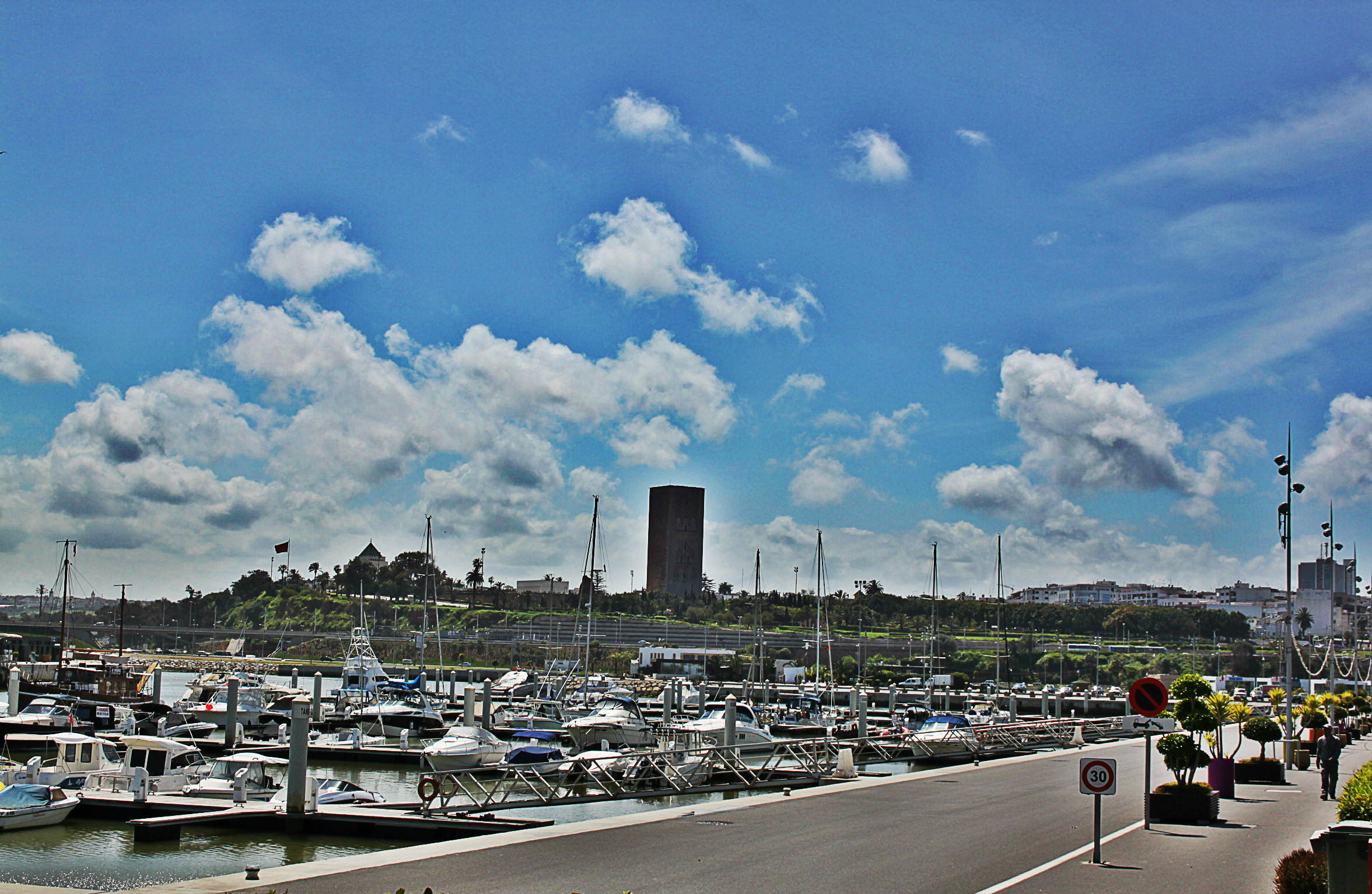
Bouregreg Marina, dans le cadre du projet Bab el Bahr.
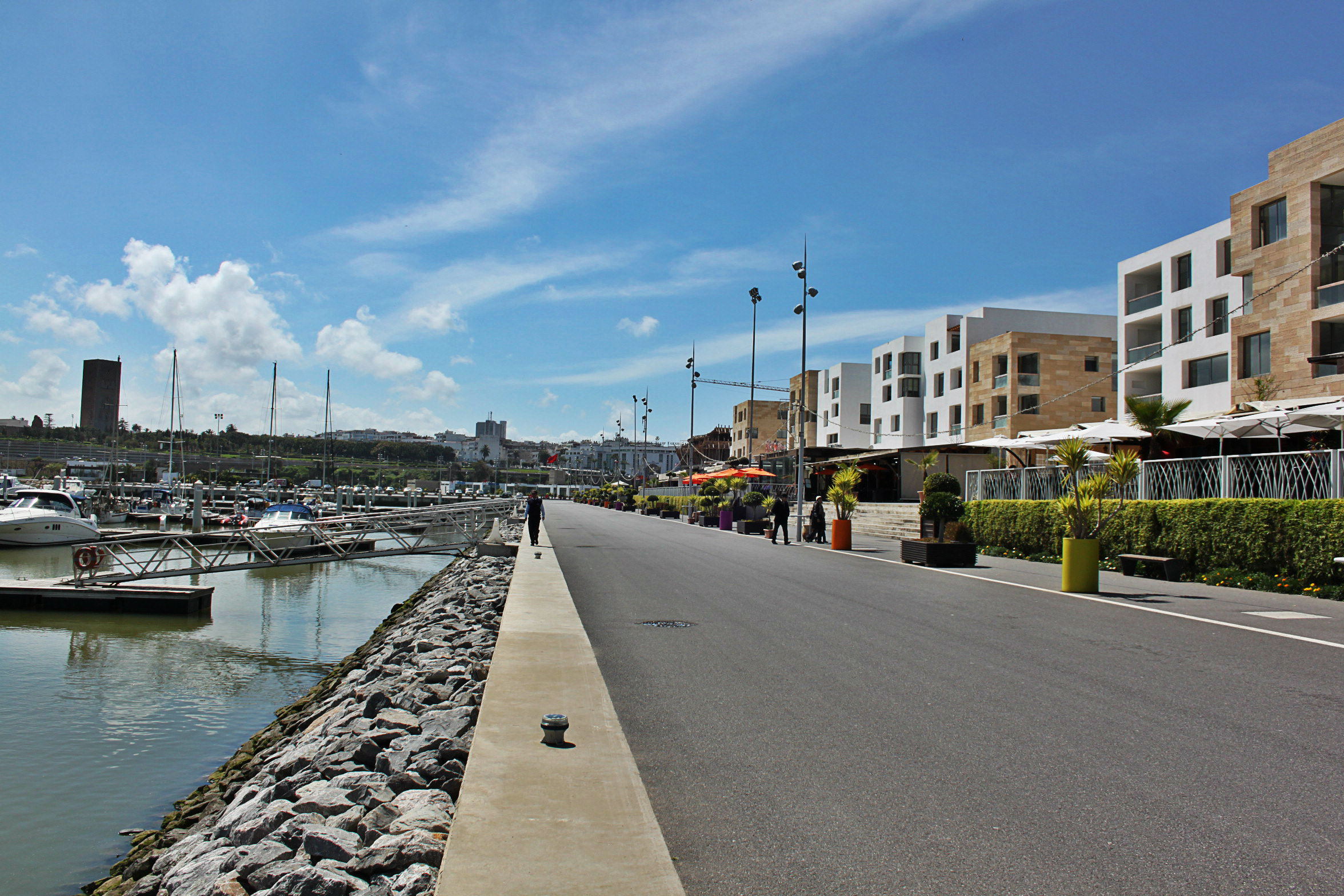
Résidences de la marina.
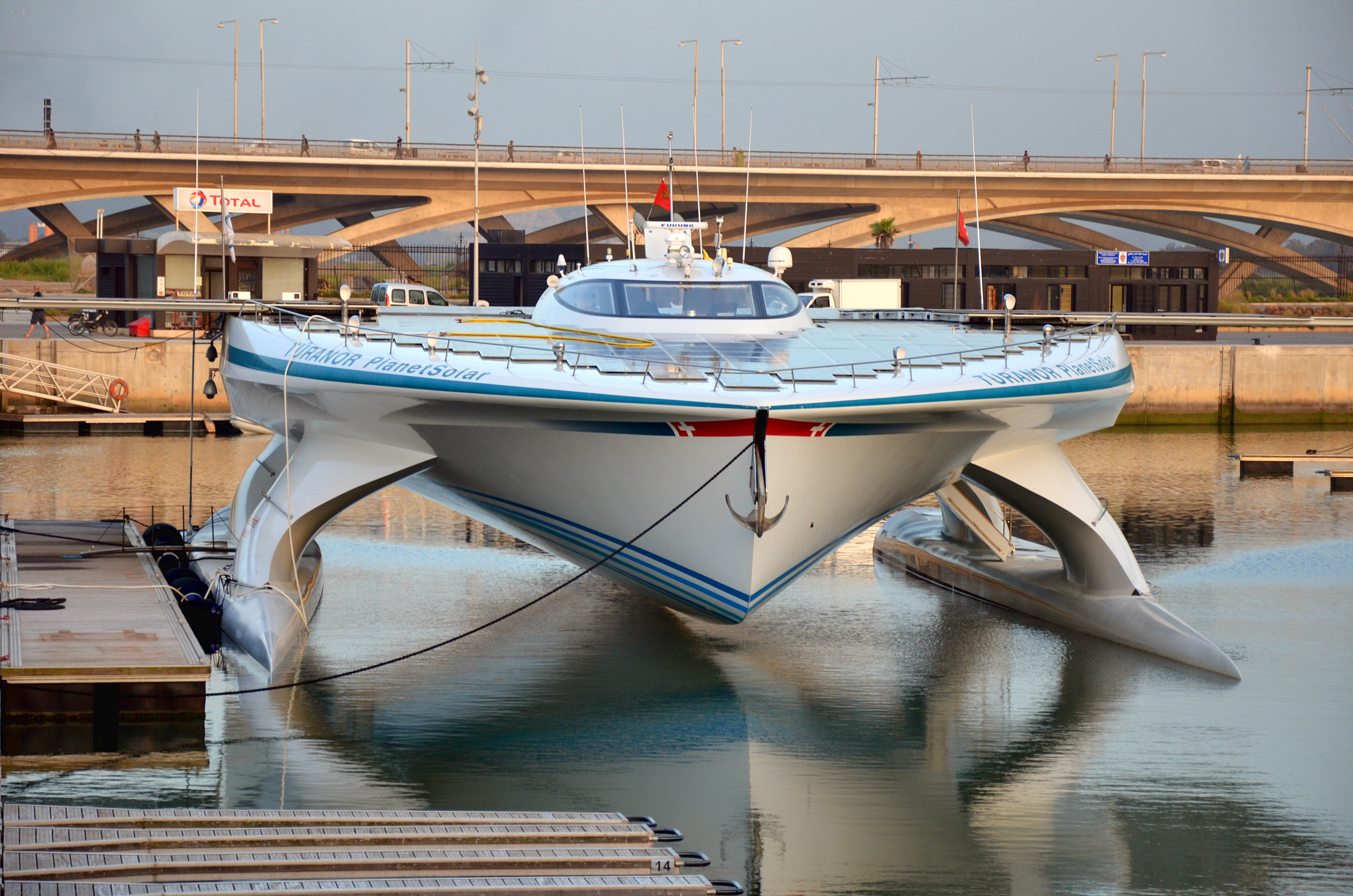
Bouregreg Marina accueille le PlanetSolar. Le nouveau pont Hassan II est derrière.

#### Les autres projets d'aménagement immobiliers de Rabat

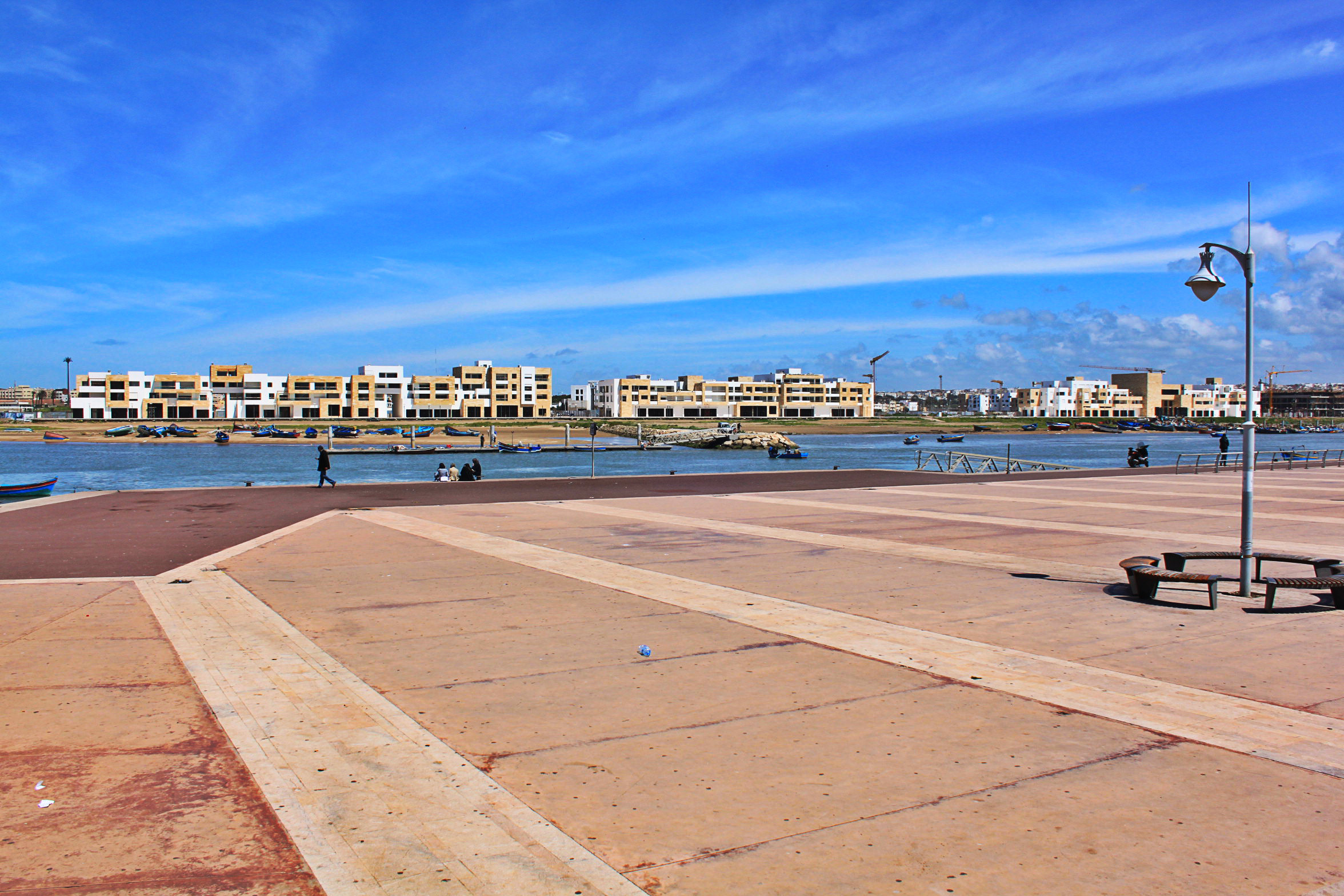
Corniche de Rabat.

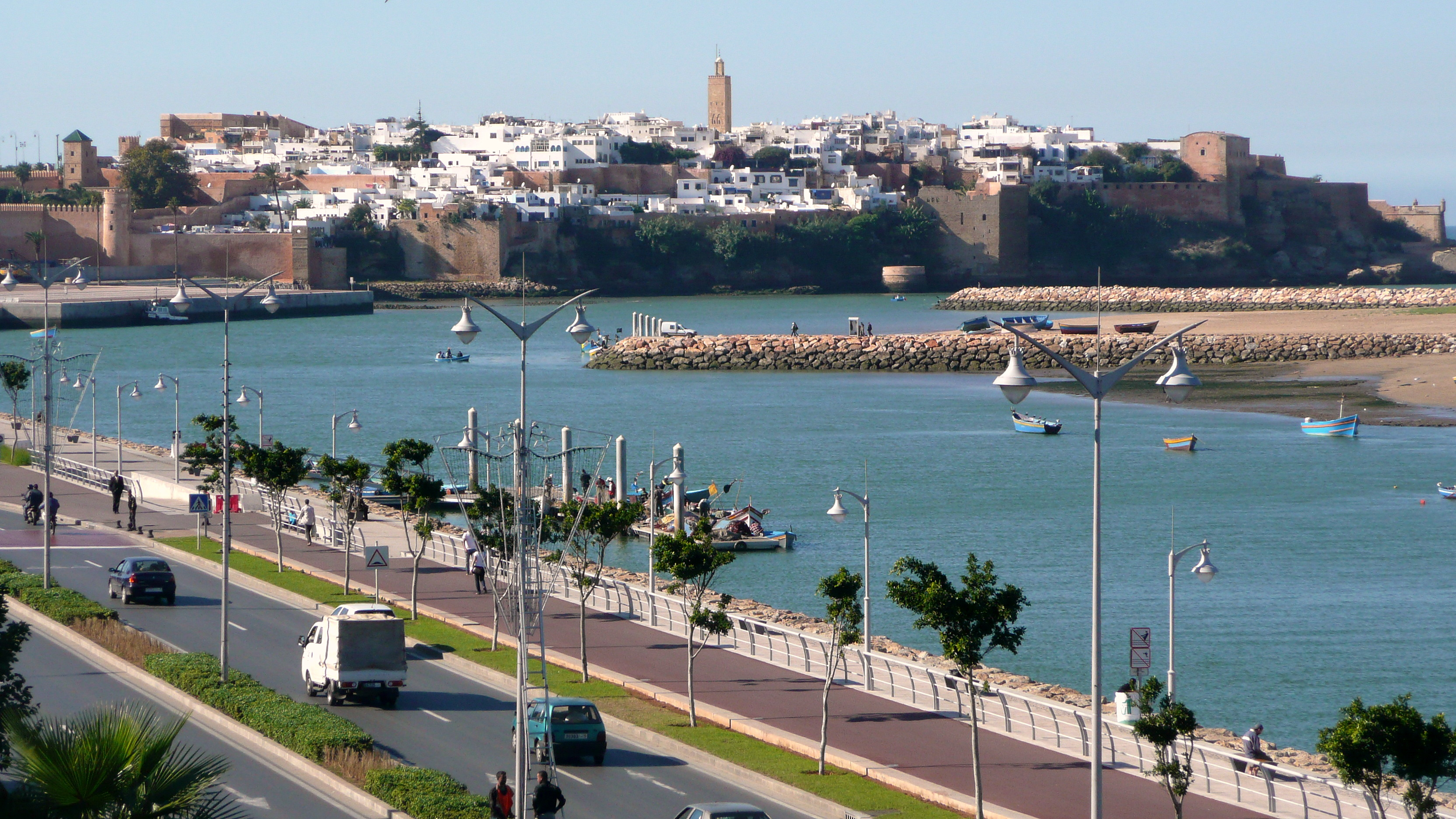
La rive gauche du Bouregreg.

Le projet Sephira porte sur l'aménagement de la corniche du littoral atlantique sur une longueur de 11 km et une superficie de 330 hectares entre Bab El Bahr (près des Oudaîas) et Harhoura (Témara). Le projet prévoit à terme la réalisation entre autres de résidences, d'hôtels, de tours d'affaires, dont une de 50 étages, d'un centre commercial et d'une marina internationale. Le projet est confié à un groupe des Émirats : le terrain est cédé pour un dirham symbolique en échange de la construction des infrastructures. Le démarrage du programme, toujours en suspens, a été par le passé régulièrement reporté.
Le projet de Akrach est une extension de la ville de Rabat qui doit permettre de loger 200 000 habitants sur le plateau de même nom situé au sud de l'agglomération. Le projet à l'étude depuis quelques années est toujours en suspens (2009).
Le projet de CGI (centre multifonctionnel d'Agdal) devrait comporter un centre commercial, un hôtel, un fitness club et des bureaux. Arribat Center
Une ville nouvelle, baptisée Tamesna et considérée comme une ville-satellite de Rabat, est en cours de construction à 30 km au sud-est de Rabat sur un terrain situé en amont de l’oued Ikem. Elle a vocation à accueillir à son achèvement vers 2015 250 000 habitants dans 50 000 logements dont 10 000 logements sociaux.
Sur l'emplacement de l'ancien zoo de Rabat qui est situé entre les quartiers Hay Riad et Témara va naître un projet touristique et immobilier (Ryad al Andalous) avec allée de gratte-ciel et d'autres tours ainsi que des logements, loisirs, mall... Un nouveau zoo national est construit juste à côté du complexe sportif Moulay Abdellah en utilisant la recette de la vente du terrain de l'ancien zoo au promoteur (420 MDH). Les travaux de construction ont débuté en juillet 2008 et sont achevés en décembre 2011, pour l'inauguration officielle le 9 janvier 2012 et l'ouverture au public le 14 janvier 2012.

## Transports
Les habitants de Rabat utilisent largement le réseau de transports en commun constitué des bus gérés par la société Alsa depuis août 2019, et le tramway exploité par le groupe Transdev, via la Société du Tramway de Rabat-Salé. Le prix des parkings, très élevé, ainsi que la difficulté de trouver une place et les bouchons découragent l’usage de la voiture. Une ligne ferroviaire électrifiée à double voie relie Rabat aux villes voisines de Salé et de Casablanca et au reste du Maroc; elle est empruntée pour les trajets à courte distance par le RER en direction de Témara, Bouqnadel et Salé, tandis que la majorité des habitants faisant la navette entre Casablanca, Rabat et Kénitra empruntent le TNR (train navette rapide) sous forme de voitures M6 (Wagon à double étage) qui assure une desserte en une heure avec une fréquence à la demi-heure. Rabat comporte deux gares : Rabat-Ville dans l'arrondissement Hassan et Rabat-Agdal dans la continuité de l'hypercentre, l'Agdal. Les personnes habitant en lointaine banlieue utilisent généralement leur véhicule personnel pour rejoindre le réseau urbain.
Rabat partage avec Salé l'aéroport de Rabat-Salé d'une capacité de 3,5 millions de passagers dont le trafic a atteint les 485 000 passagers en 2013.

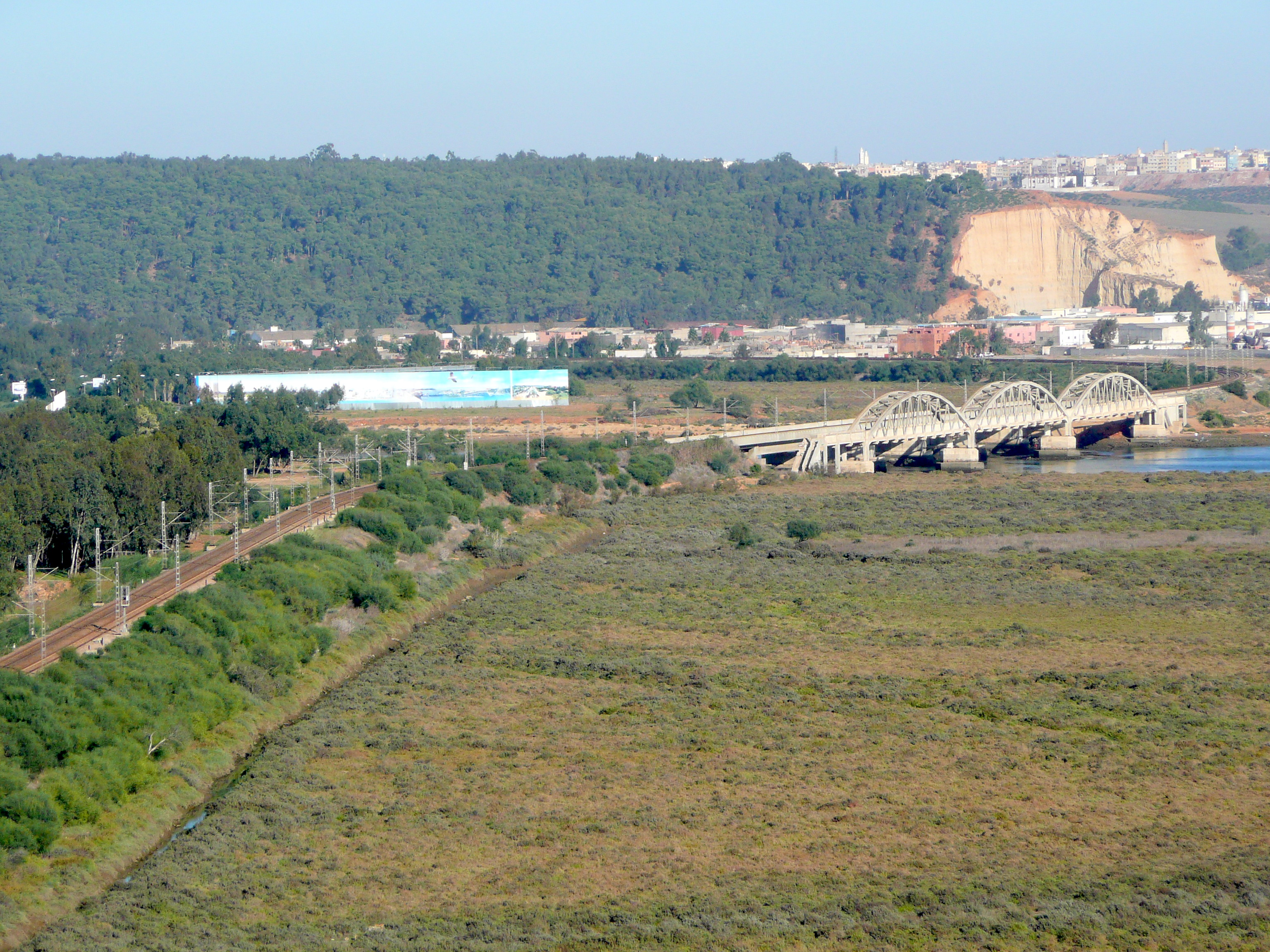
Une double voie ferrée électrifiée relie Rabat aux villes voisines.
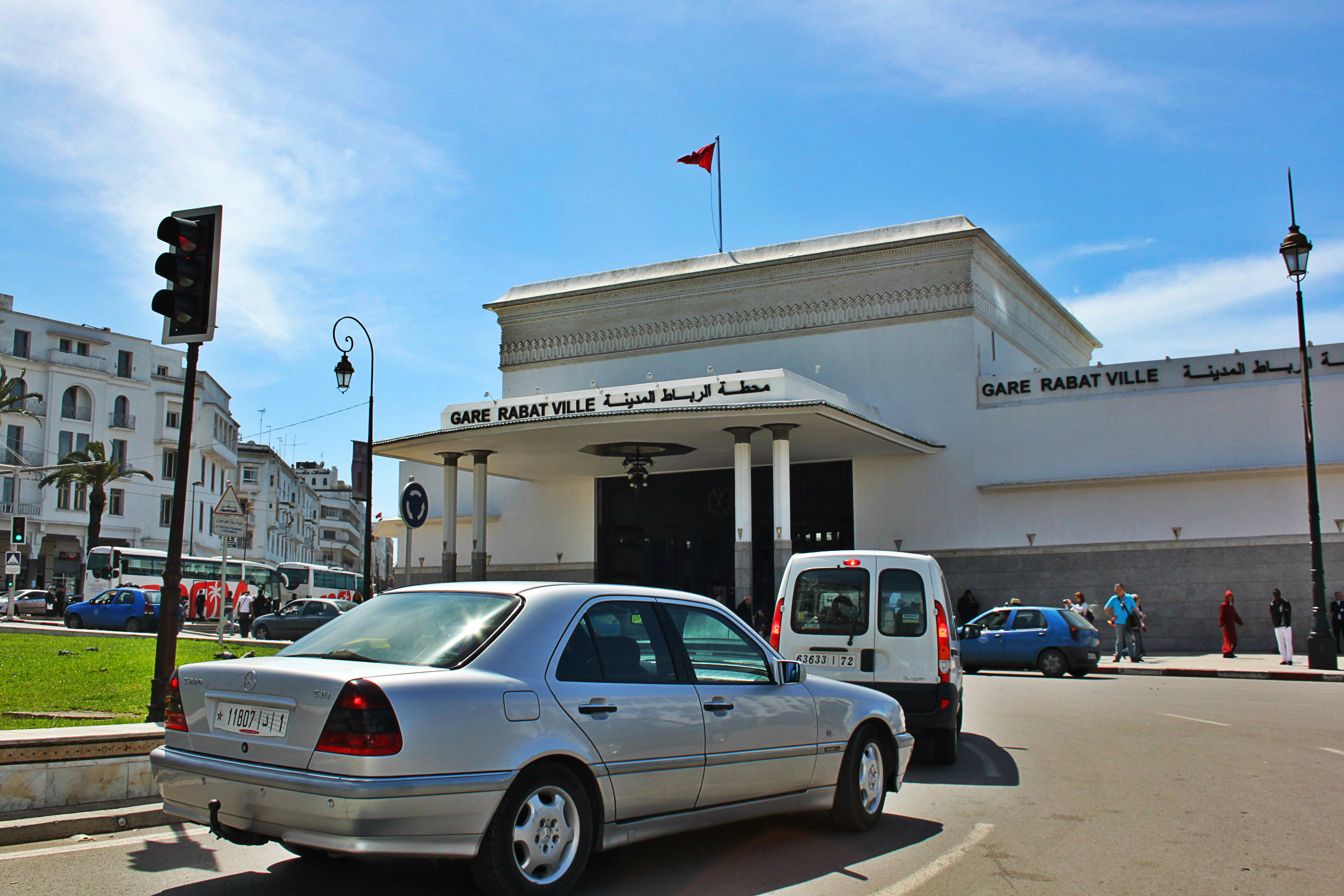
Gare de Rabat-Ville.
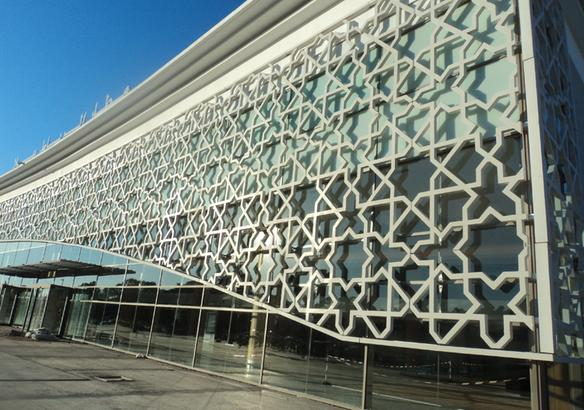
Aéroport de Rabat-Salé

### Transports routiers

#### Pont Hassan-II et tunnel des Oudayas
Pour décongestionner le trafic sur l'axe reliant Salé à Rabat un nouveau pont doté de deux fois trois voies : le pont Hassan-II, a remplacé l'ancien pont Moulay-al-Hassan (2 × 2 voies). Ce nouveau pont est doté de deux fois trois voies permettant ainsi un trafic fluide sur la traversée du fleuve. De plus, deux lignes de tramway sur un tracé commun y traversent le fleuve du Bouregreg, permettant à la fois d'assurer le transport des Rabattais et des Salétins mais également de réduire le nombre de bus traversant le pont : principale source de bouchons.
Le tunnel des Oudayas permet aujourd'hui de réduire la congestion automobile dans l'axe allant du pont Hassan-II jusqu'à l'océan en passant par un important site touristique de Rabat, la Kasbah des Oudayas. De plus, celui-ci va permettre, grâce à la déviation du trafic de l'avenue Al Marsa vers le tunnel, la concrétisation du projet de zone piétonne entre les Oudayas et la médina de Rabat, qui était autrefois une avenue très chargée.

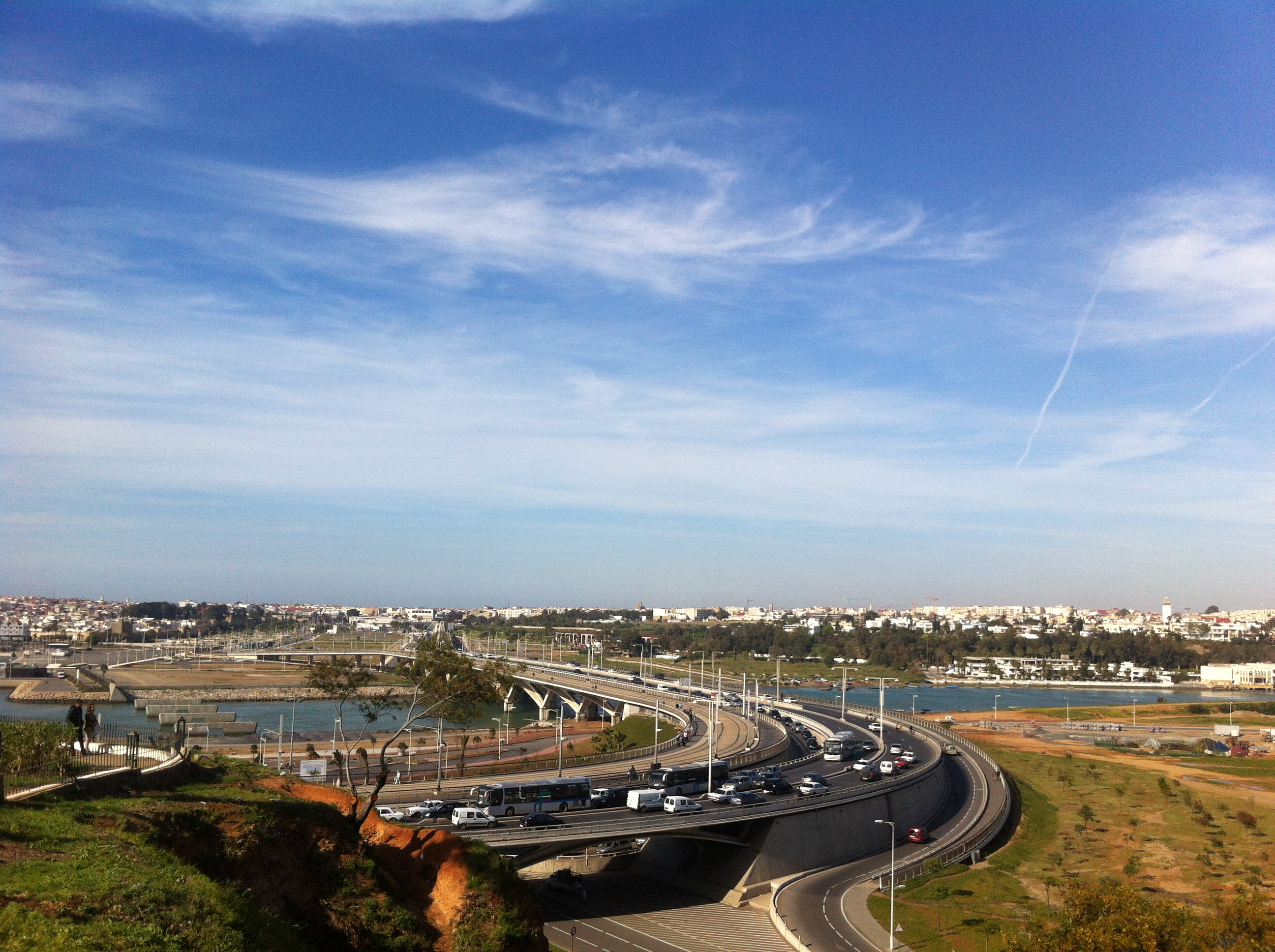
Le pont Hassan-II.
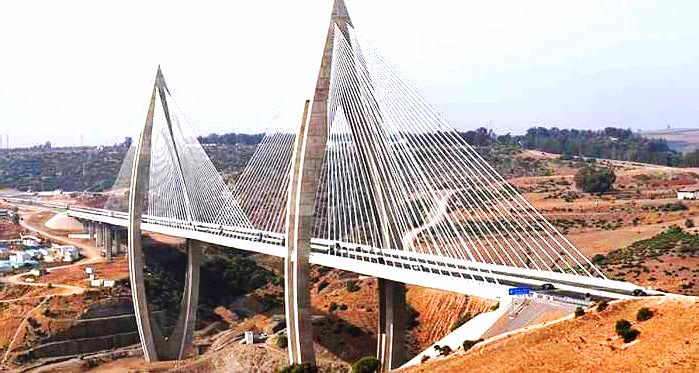
L'autoroute de contournement de Rabat.

#### L'autoroute de contournement
L'autoroute de contournement de Rabat, d'une longueur de 42 km, a été inaugurée le 7 juillet 2016. Elle comprend notamment le plus long pont à haubans d'Afrique, le pont Mohammed VI
Cette grande rocade, dont les travaux de réalisation ont été lancés en février 2011 et achevés en juillet 2016, relie les grands axes autoroutiers desservant le sud, le centre, le nord et l’est du Maroc. Elle permettra de réduire les délais de transport tout en allégeant la circulation à l'intérieur du périmètre urbain de Rabat.

### Transports urbains

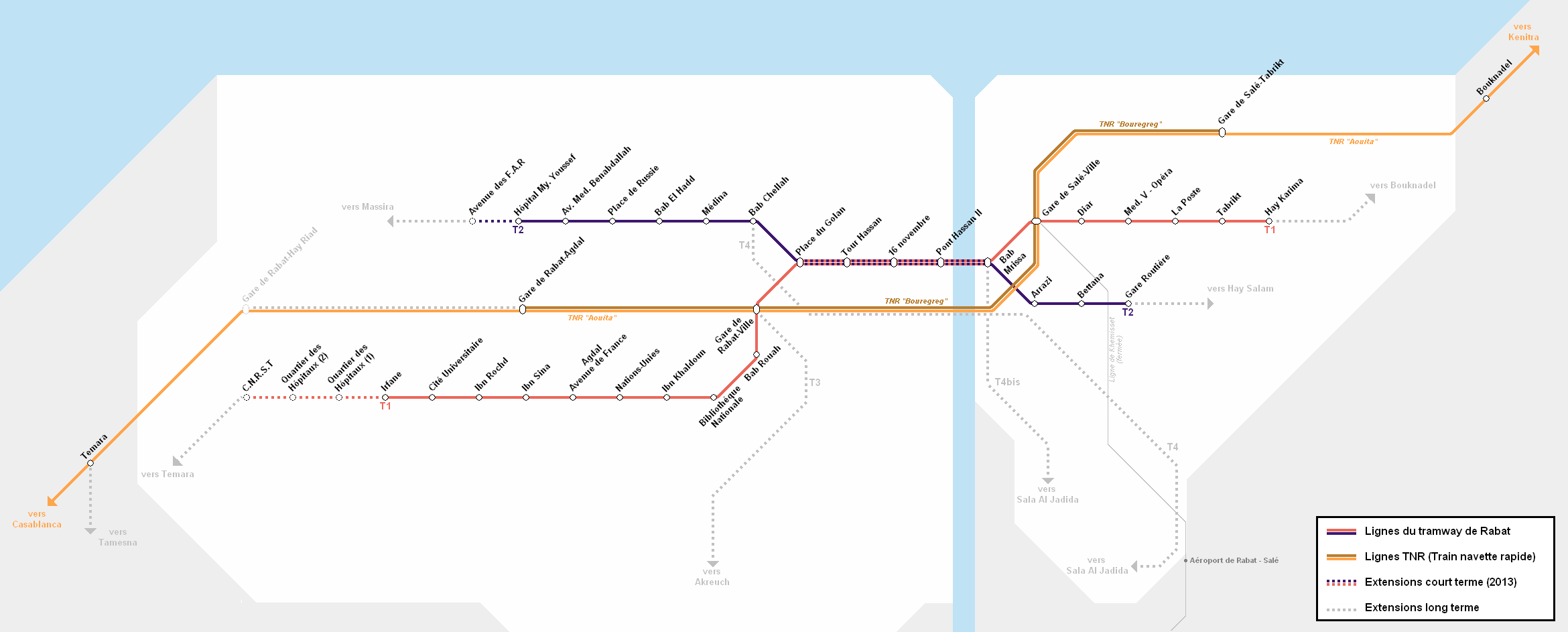
Schéma des lignes du Tramway et de l'ONCF dans l’agglomération.

#### Tramway
La ville de Rabat dispose depuis mai 2011 de deux lignes de tramway d'une longueur totale de 22 km. Les lignes desservent à la fois Salé et Rabat selon un axe nord-sud avec un tronc commun de 3 km du centre-ville de Rabat jusqu'à l'entrée de Salé, après le franchissement du Bouregreg via le pont Hassan-II. Les 41 stations sont desservies par des rames doubles Alstom Citadis d'une longueur totale de 60 mètres.

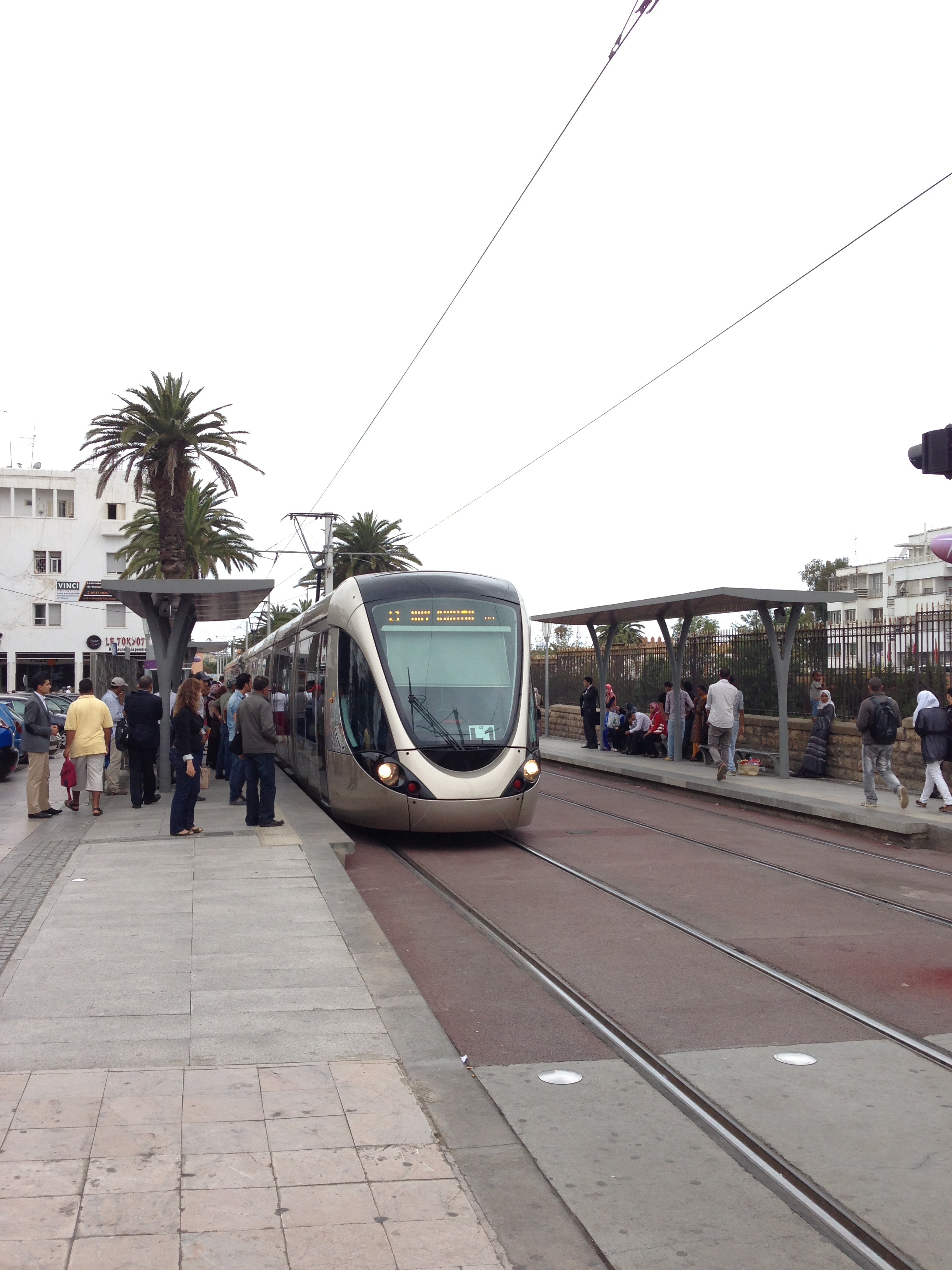
Rame du tramway de Rabat-Salé.
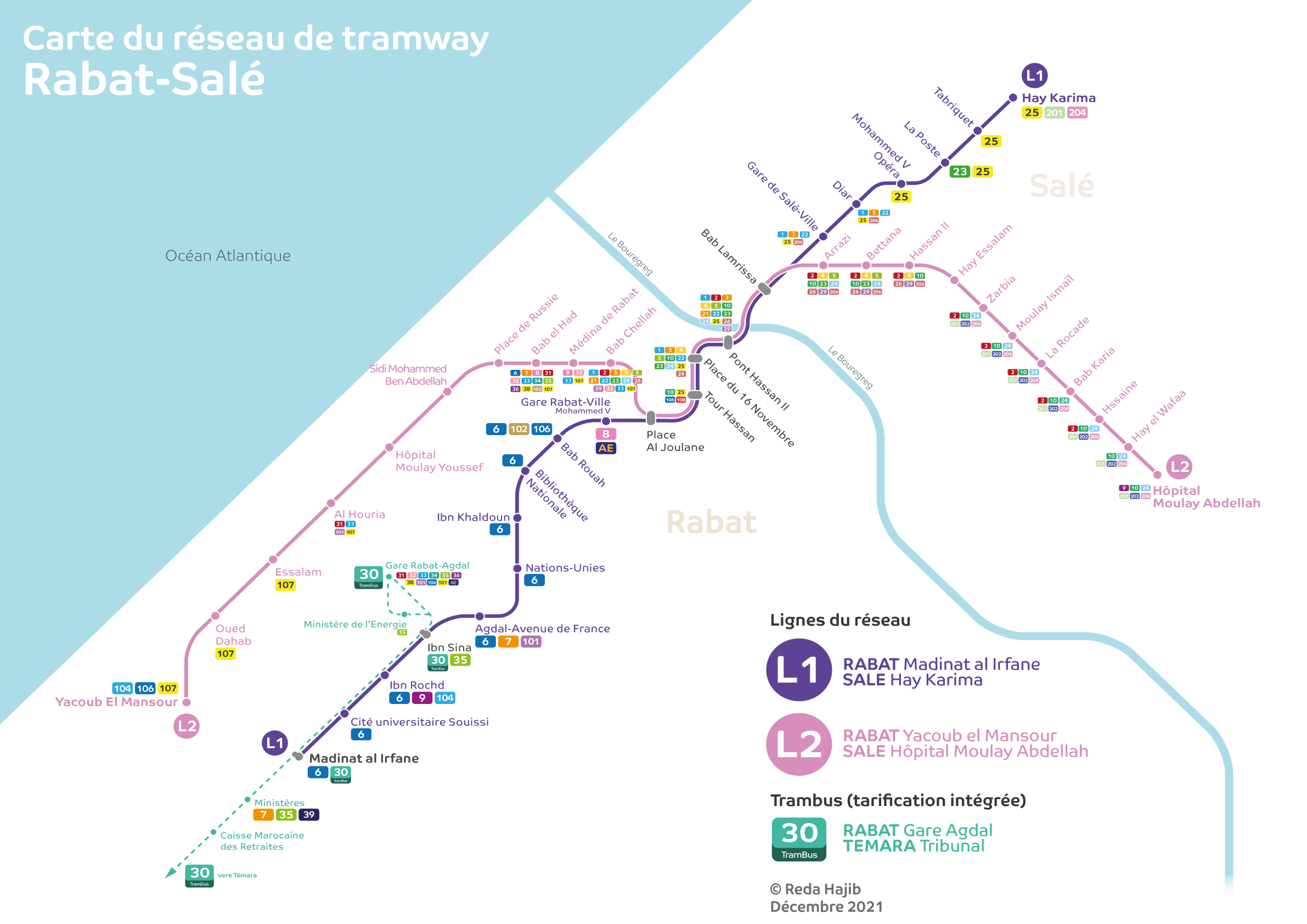
Plan du réseau de tramway.

#### Réseau de bus
L'agglomération dispose d'un réseau de bus, réaménagé depuis août 2019, et exploité par un groupement composé des entreprises Alsa et City Bus Transport. Le réseau est composé d'une quarantaine de lignes reliant les villes de Rabat, Salé et Témara.
Les bus sont de types Scania Higer et Mercedes-benz Conecto (de 12 m et articulés de 18 m).
Le nombre de véhicules dépasse les 350 bus et l’entreprise souhaite renforcer la flotte pour atteindre 500 bus à terme.
Le réseau a été restructuré après 9 ans de crise du transport urbain dans l'agglomération du fait d'une mauvaise gestion, d'abord par Staréo, une filiale de Véolia, puis directement par le groupement public Al Assima regroupant les villes de Rabat, Salé et Témara.
Le prix d’un ticket comprenant un voyage est fixé à 5 Dirhams. Il existe un ticket Tram-Bus, qui permet l’intermodalité entre les deux moyens de transport et valable pour deux voyages, le premier dans le bus et le deuxième dans le tram, voir maximum trois avec correspondance sur la deuxième ligne du tramway. Ce ticket intermodal n'est pour le moment n’est valable que sur la ligne 30 du bus.
Il existe aussi une navette vers l’aéroport, reliant la gare de Rabat-Agdal à l'aéroport de Rabat-Salé au tarif de 25 dirhams.

Bus de Rabat de type Mercedes.
Bus Scania sur la ligne 8, dans le centre-ville.
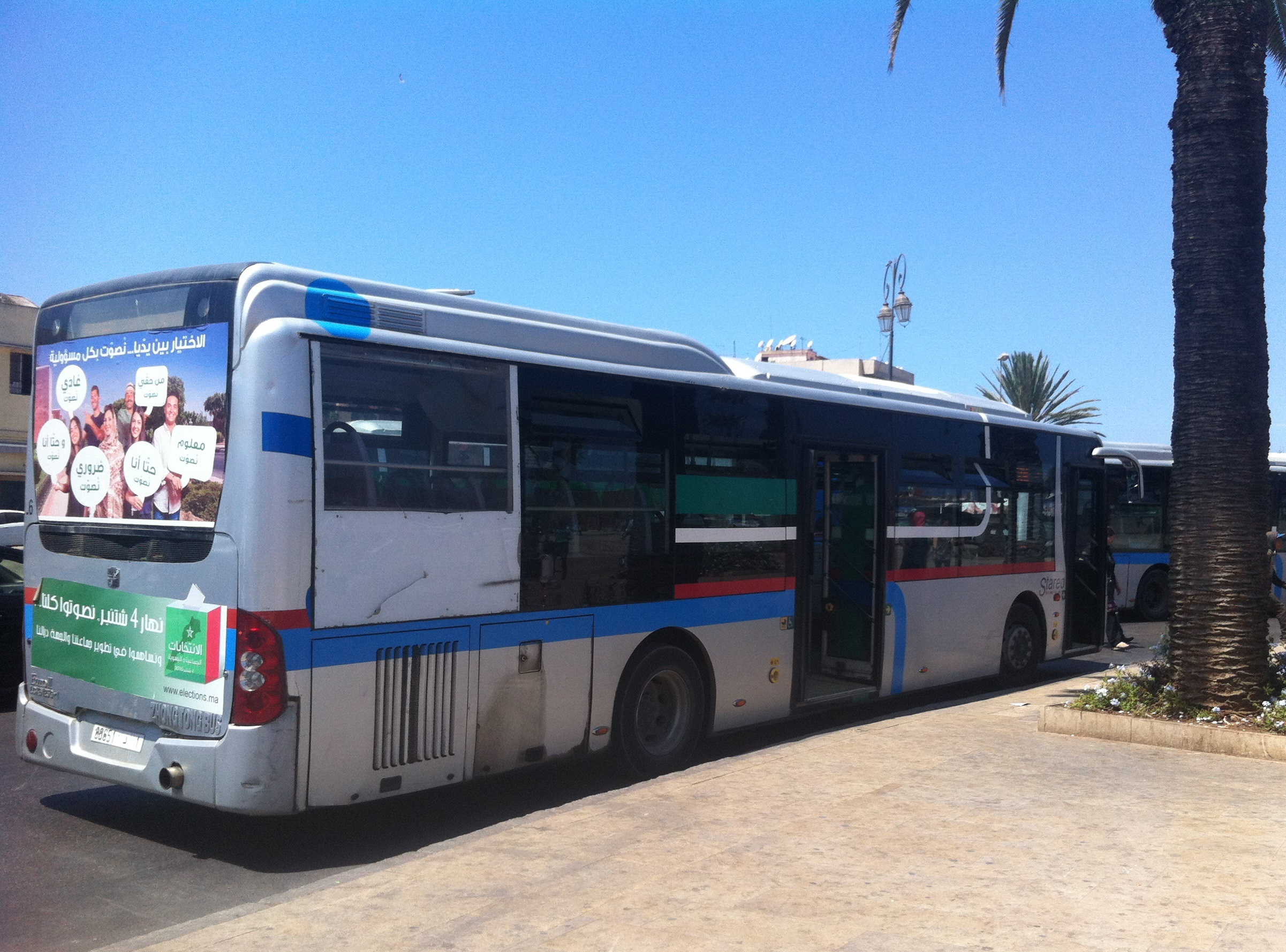
Ancien bus Stareo au terminus de Bab El Had.
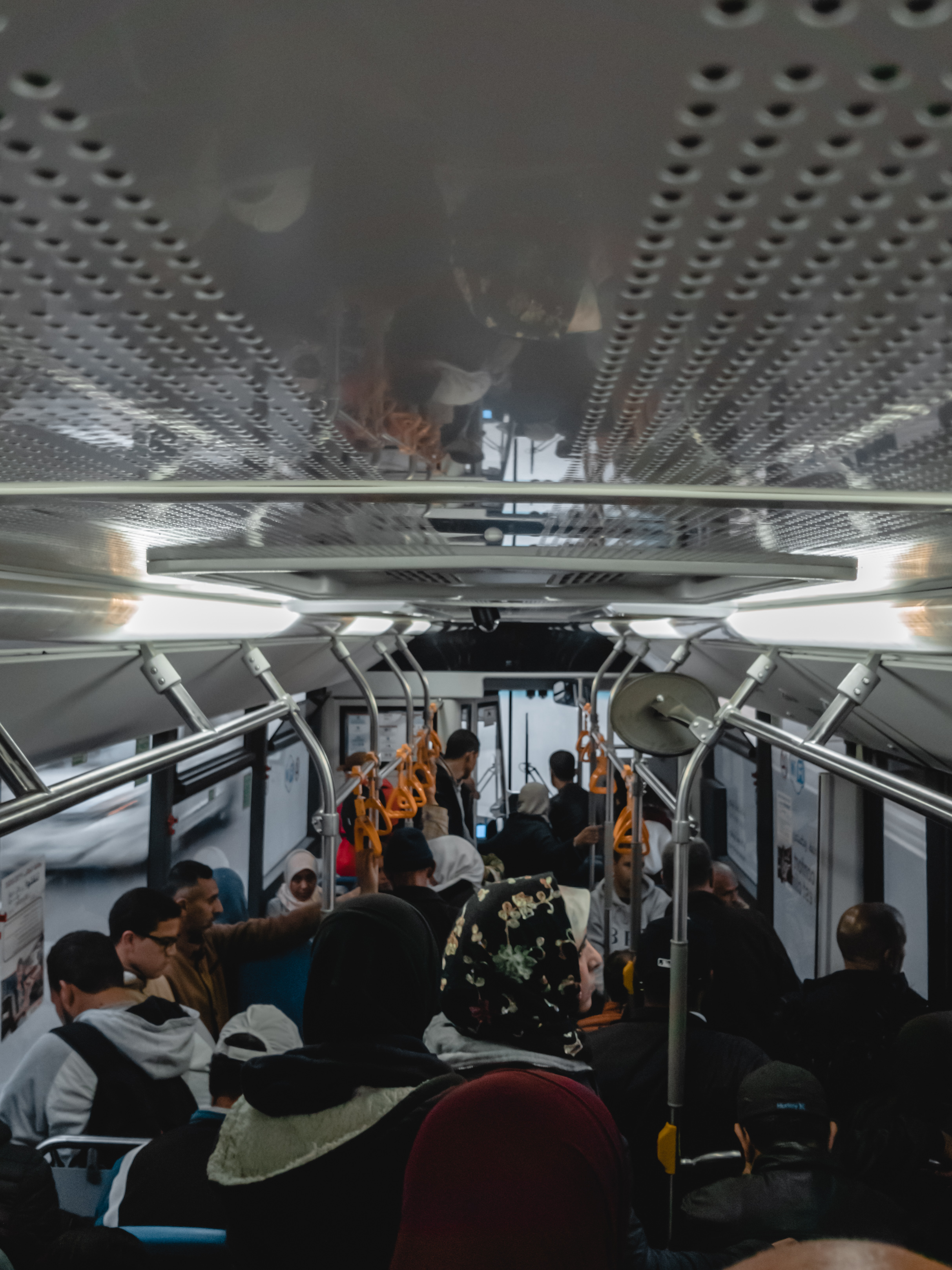
Intérieur d'un bus à Rabat
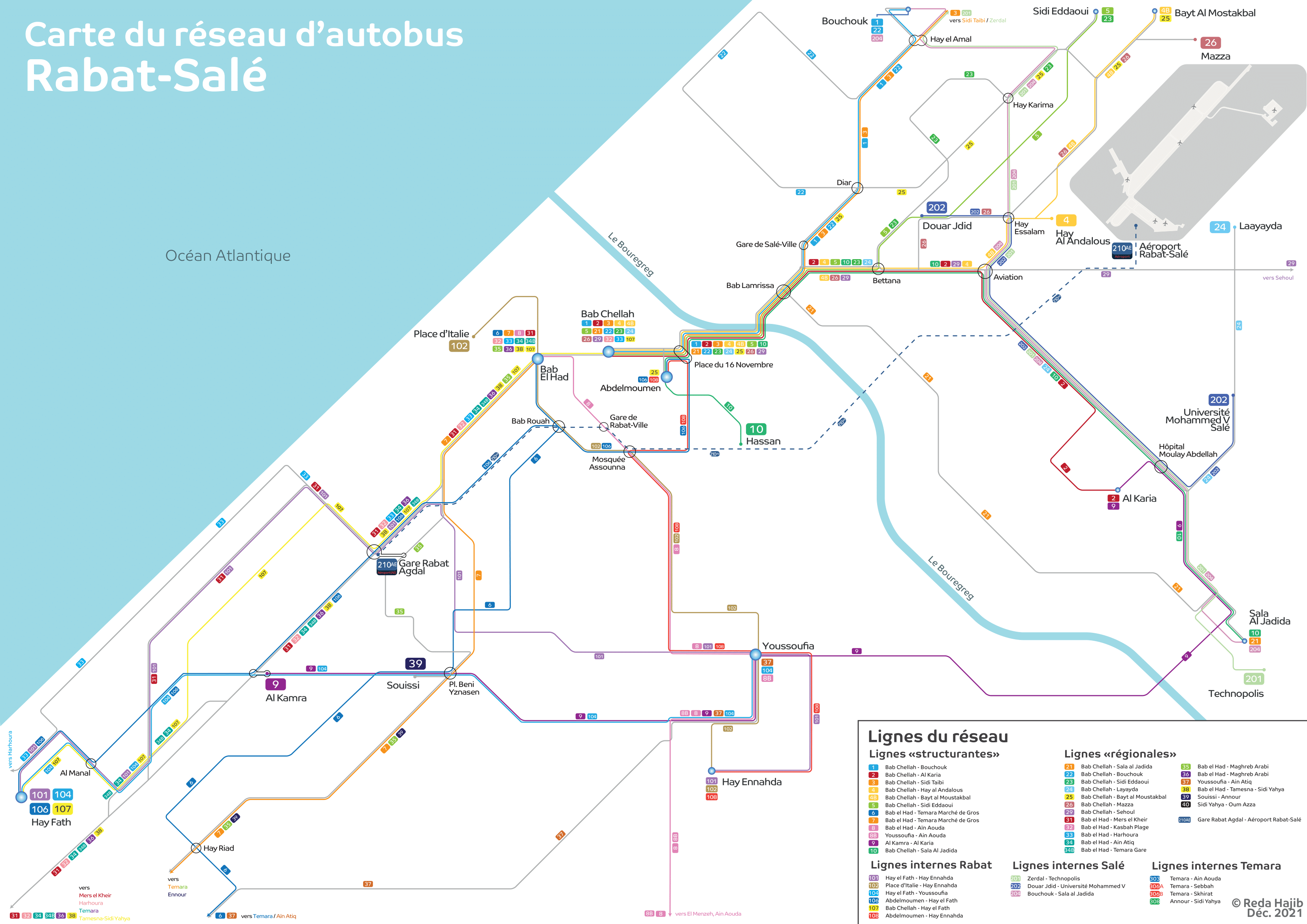
Plan du réseau de bus à l'échelle des villes de Rabat et Salé.

#### Trains
La ville de Rabat dispose de deux gares : 
- Gare de Rabat-Agdal: Depuis sa construction en 1925, le nombre de voyageurs empruntant cette gare n’a cessé d’augmenter, elle a été rénovée une première fois en 2004, et elle a connu un important réaménagement en 2018 pour devenir la plus grande gare ferroviaire d’Afrique et pour accueillir le train à grande vitesse marocain Al Boraq.
-Gare de Rabat-Ville: Elle a été rénovée de 2008 à 2010 et en cours d’un grand réaménagement, la gare actuelle sera transformée en musée.
Ces deux gares sont desservies par les trains Al Atlas, pour les connecter à plusieurs villes importantes du royaume comme Tanger, Marrakech, Fès, ou encore Casablanca. Elles sont aussi desservies par le Train Navette Rapide qui les connecte à deux pôles industriels, Casablanca (via la gare de Casa-Port ) et Kénitra en plus des petites villes comme Témara, Skhirat et Bouznika.
La gare de Rabat-Agdal quant à elle est desservie par Al Boraq, le TGV qui parcourt la distance entre Tanger et Casablanca en passant par Rabat et Kénitra.
Une gare TGV est prévue en périphérie près de Technopolis et une gare RER est en projet en banlieue près de Rabat, à Tamesna pour faciliter le déplacement depuis cette zone densément peuplée dont la plupart des habitants sont des employés.

Gare de Rabat-Agdal.
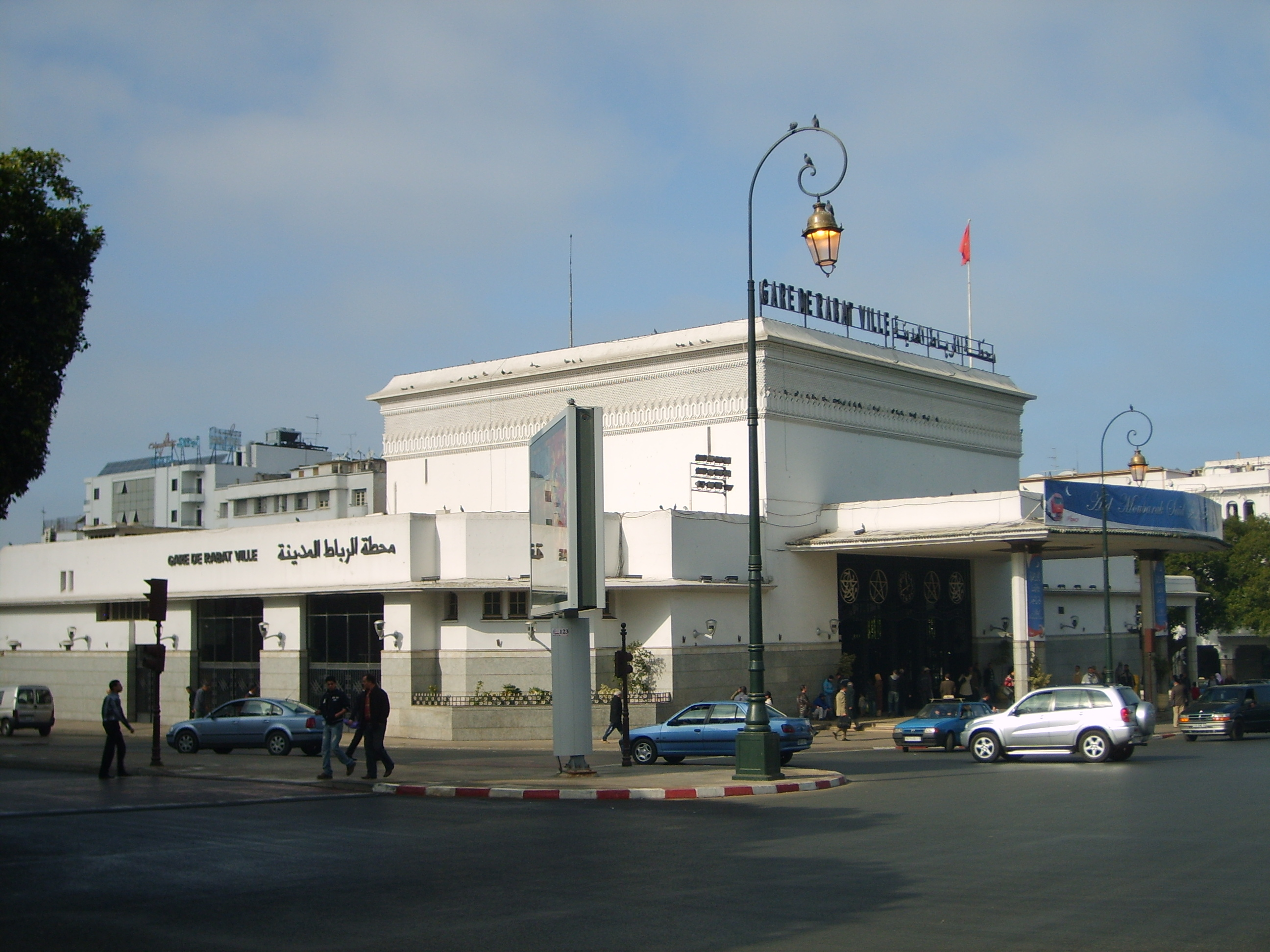
Gare de Rabat-Ville.
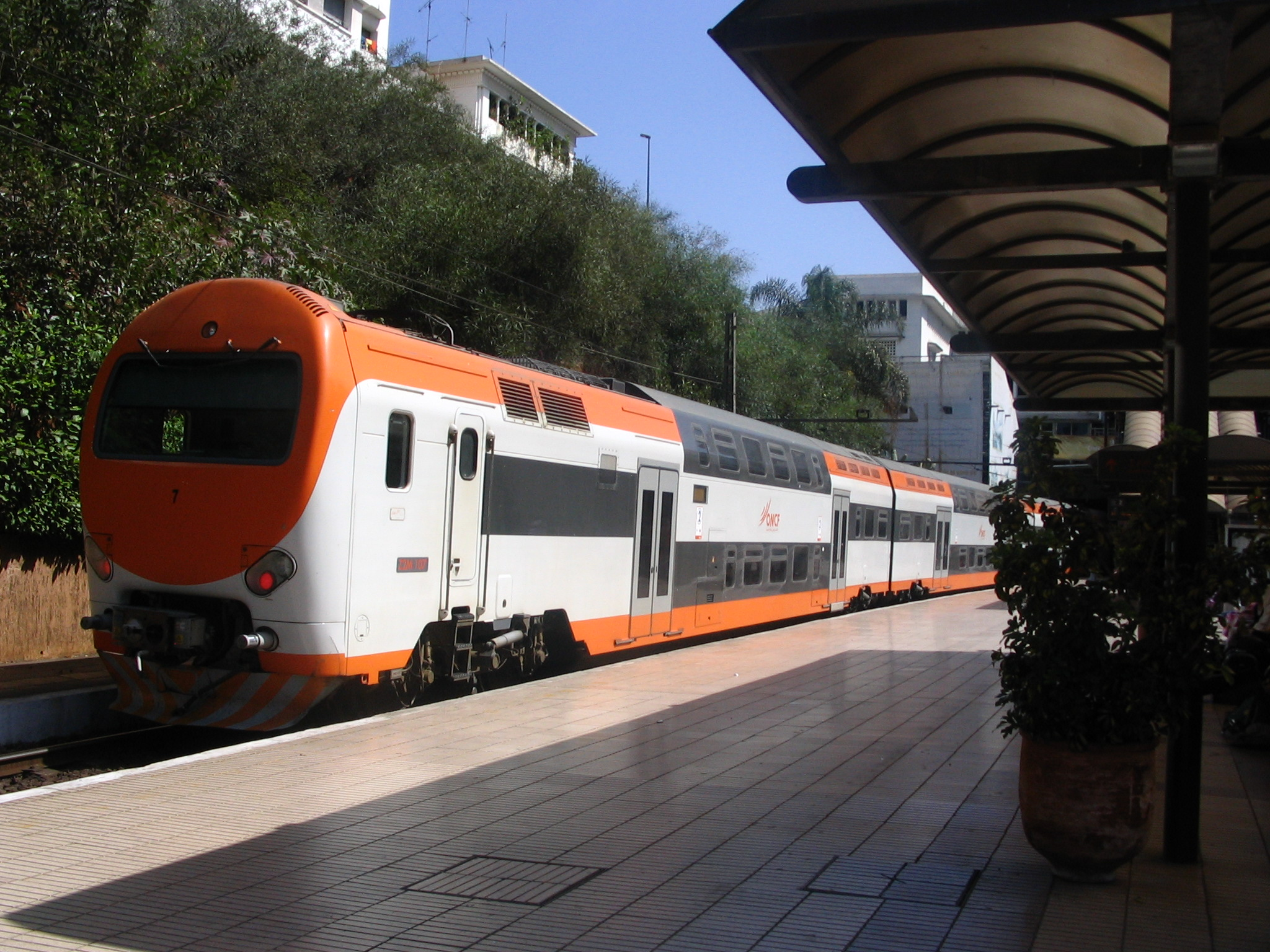
Train navette rapide en gare de Rabat-Ville.
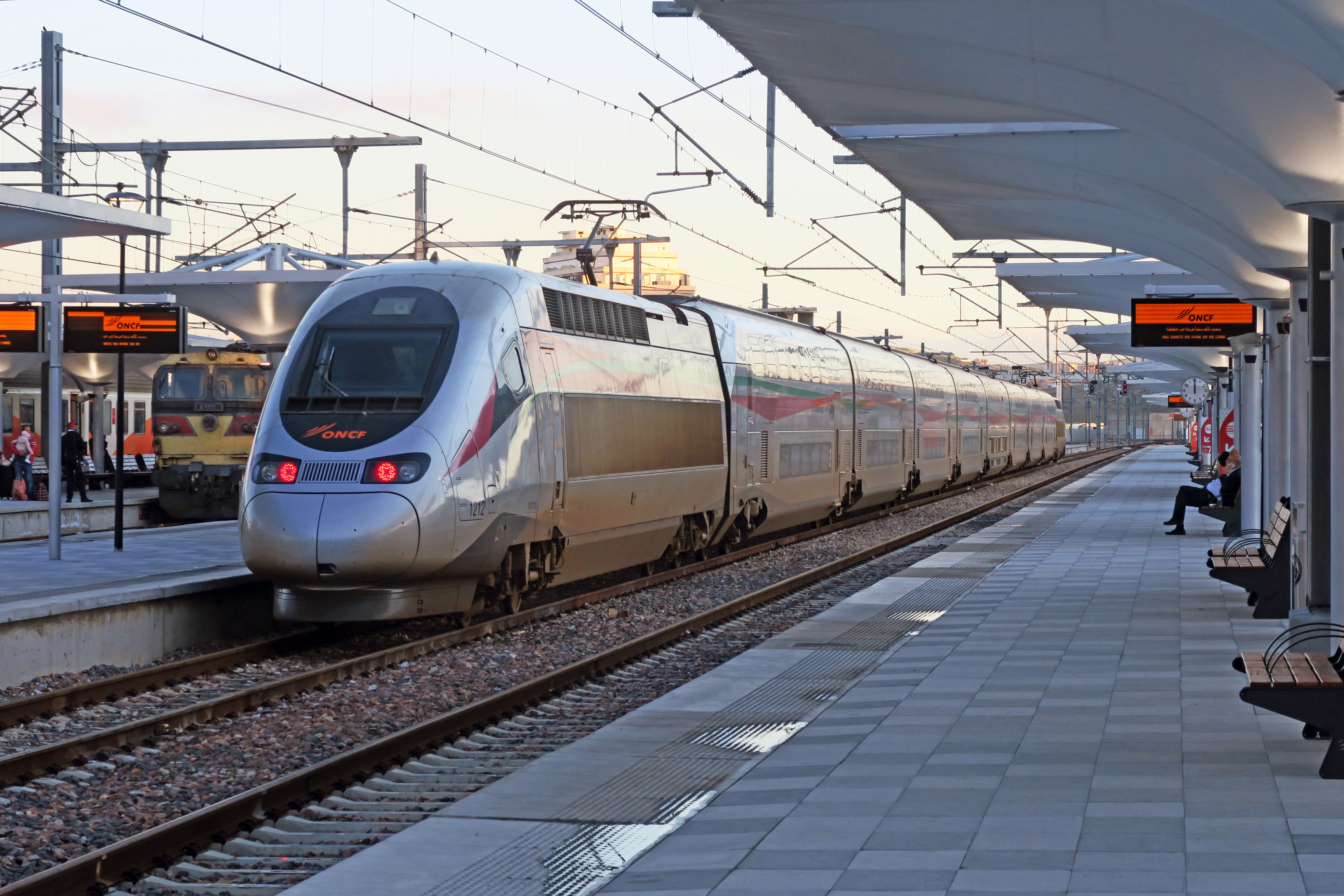
Al Boraq, train à grande vitesse marocain.
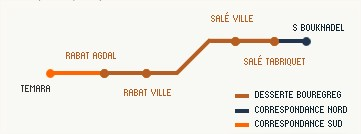
Plan du réseau ferroviaire Bouregreg.

## Population et société

### Démographie
En 2014, selon la dernière étude du HCP, la ville de Rabat compte 577 827 habitants.
La croissance de la population a été stimulée tout au long du XXe siècle par la croissance démographique du Maroc et la migration vers les villes. Le choix de Rabat comme capitale politique et administrative en 1912 a entraîné l'arrivée d'une population importante de fonctionnaires. Jusqu'à l'indépendance, c'est Rabat qui a reçu la majorité du flux migratoire. Après l'indépendance, la croissance s'est accentuée avec l'installation de l'élite intellectuelle dans la capitale. Désormais, la population de Rabat ne croît plus et ce sont Salé et Témara qui reçoivent les nouveaux flux migratoires.
| Année | 1912   | 1936    | 1952    | 1960    | 1971    | 1982    | 1994      | 2004      | 2010*     | 2014      | 2021    |
| --- | ------ | ------- | ------- | ------- | ------- | ------- | --------- | --------- | --------- | --------- | ------- |
| Rabat | 27 000 | 83 000  | 156 000 | 231 000 | 375 000 | 526 000 | 624 000   | 628 000   | 620 000   | 572 717   | 645 500 |
| Salé | 19 000 | 32 000  | 47 000  | 77 000  | 159 000 | 328 000 | 580 000   | 761 000   | 920 000   | 850 403   | ???     |
| Témara |        |         |         | 3 000   | 11 000  | 64 000  | 133 000   | 235 000   | 310 000   | 313 510   | ???     |
| Conurbation | 46 000 | 115 000 | 203 000 | 311 000 | 545 000 | 918 000 | 1 337 000 | 1 624 000 | 1 850 000 | 1 736 630 | ???     |
| * 2010 : Estimation, source 2005. ; ** valeurs approximatives jusqu'à 2010 (voir Wikidata pour valeurs sourcées). |        |         |         |         |         |         |           |           |           |           |         |

### Langues
Le recensement de 2014 indique que l'arabe est utilisé par 98,4 % de la population de Rabat, tandis que le berbère est parlé sous ses différentes formes par 12,2 %.
Plusieurs formes de la langue arabe coexistent à Rabat. Le rbati, forme la plus anciennement présente dans la ville et fortement minoritaire, se différencie de la koinè urbaine et des parlers hilaliens, résultants des mouvements d'exode rural et de la mobilité des populations au sein du Maroc et qui se sont implantés dans la ville principalement pendant la seconde moitié du XXe siècle. D'autres formes de parlers non hilaliens sont également présentes au sein des populations s'étant établies à Rabat depuis d'autres villes (Salé, Fès, Tétouan, etc.) ou régions (Jbala, Ghomara, etc.) ayant un parler non hilalien.

### Les «anciennes familles» de Rabat
Les « anciennes familles » de Rabat sont un groupe social à identité propre constitué d'un ensemble des familles ayant habité la ville depuis plusieurs siècles, avant son ouverture aux populations de l'intérieur du Maroc et l'arrivée massive de migrants (à la suite des mouvements d'exode rural qui commencèrent au début du XXe siècle).
Elles se caractérisent par leur homogénéité sociale et culturelle, qui résulte d'une histoire commune marquée par une isolation du reste du pays pendant près de trois siècles, ainsi que d'un héritage culturel marqué par la culture arabo-andalouse.
Lesdites familles, qui sont environ quatre cents, sont considérées, jusqu'à nos jours, comme les « familles rbaties de souche » et conservent une certaine influence sur la vie politique et économique de la cité.

## Climat
Le climat de la ville est un climat de type méditerranéen, sujet aux quatre saisons bien marquées. Les hivers sont frais et pluvieux, avec des minima nocturnes pouvant descendre en dessous de 5 °C, ou parfois atteindre les 0 °C, et des journées agréables autour de 17 °C. Les gelées sont relativement rares. Les étés sont modérément chauds, les températures dépassent rarement les 30 °C. Par contre, les nuits sont toujours fraîches et l'humidité de l'air océanique se fait nettement ressentir.
Principalement au printemps et en été, s'invite parfois le chergui, vent du désert sec et brûlant soufflant de l'est et faisant brusquement monter la température, de temps à autre au-dessus des 30 °C mais rarement pendant plus de trois journées successives, avant un retour de la brise océanique d'ouest. La ville appartient au domaine bioclimatique sub-humide, et la moyenne annuelle de précipitation est de 555 mm.
La durée annuelle d'ensoleillement est 2 916 heures, ainsi que la moyenne annuelle de précipitation s’élève à 76 jours, concentrée entre octobre et avril. Les chutes de neige sont rares.
Le record absolu de chaleur est de 45,8 °C enregistré en août 2010, tandis que le record absolu de froid est de −3,2 °C enregistré en janvier 2005. La moyenne annuelle de température dans la ville est 17 °C
Le climat de Rabat ressemble beaucoup à celui du sud-ouest de la péninsule Ibérique.
| Mois                              | jan. | fév. | mars | avril | mai  | juin | jui. | août | sep. | oct. | nov. | déc.  | année |
| --------------------------------- | ---- | ---- | ---- | ----- | ---- | ---- | ---- | ---- | ---- | ---- | ---- | ----- | ----- |
| Température minimale moyenne (°C) | 8    | 8,6  | 9,2  | 10,4  | 12,7 | 15,4 | 17,6 | 17,7 | 16,7 | 14,1 | 11,1 | 8,7   | 12,5  |
| Température moyenne (°C)          | 12,6 | 13,1 | 14,2 | 15,2  | 17,4 | 19,8 | 22,2 | 22,4 | 21,5 | 19   | 15,9 | 13,2  | 17,2  |
| Température maximale moyenne (°C) | 17,2 | 17,7 | 19,2 | 20    | 22,1 | 24,1 | 26,8 | 27,1 | 26,4 | 24   | 20,6 | 17,7  | 21,9  |
| Précipitations (mm)               | 77,2 | 74,1 | 60,9 | 62    | 25,3 | 6,7  | 0,5  | 1,3  | 5,7  | 43,6 | 96,7 | 100,9 | 554,9 |

## Lieux de culte

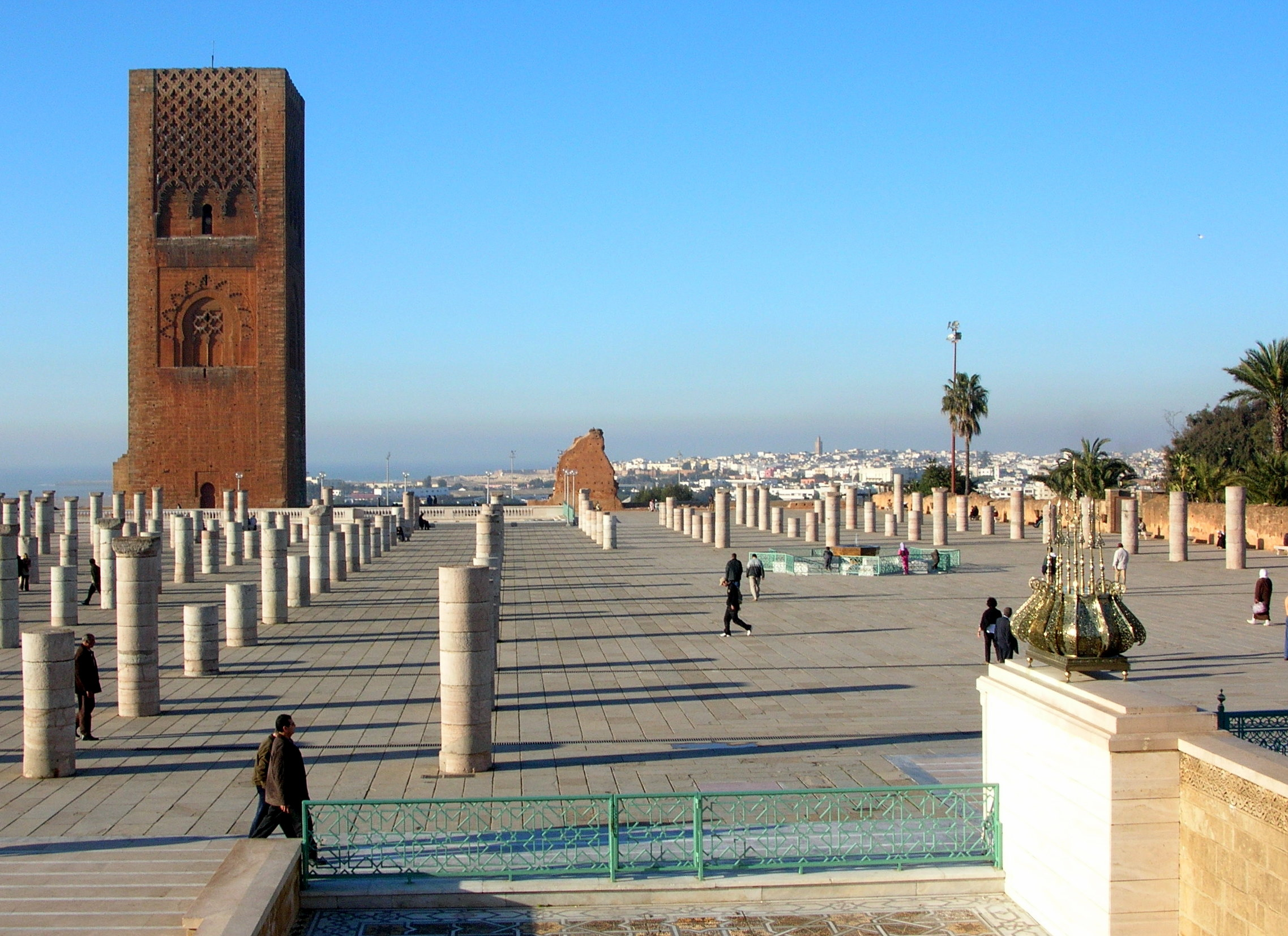
Tour Hassan.
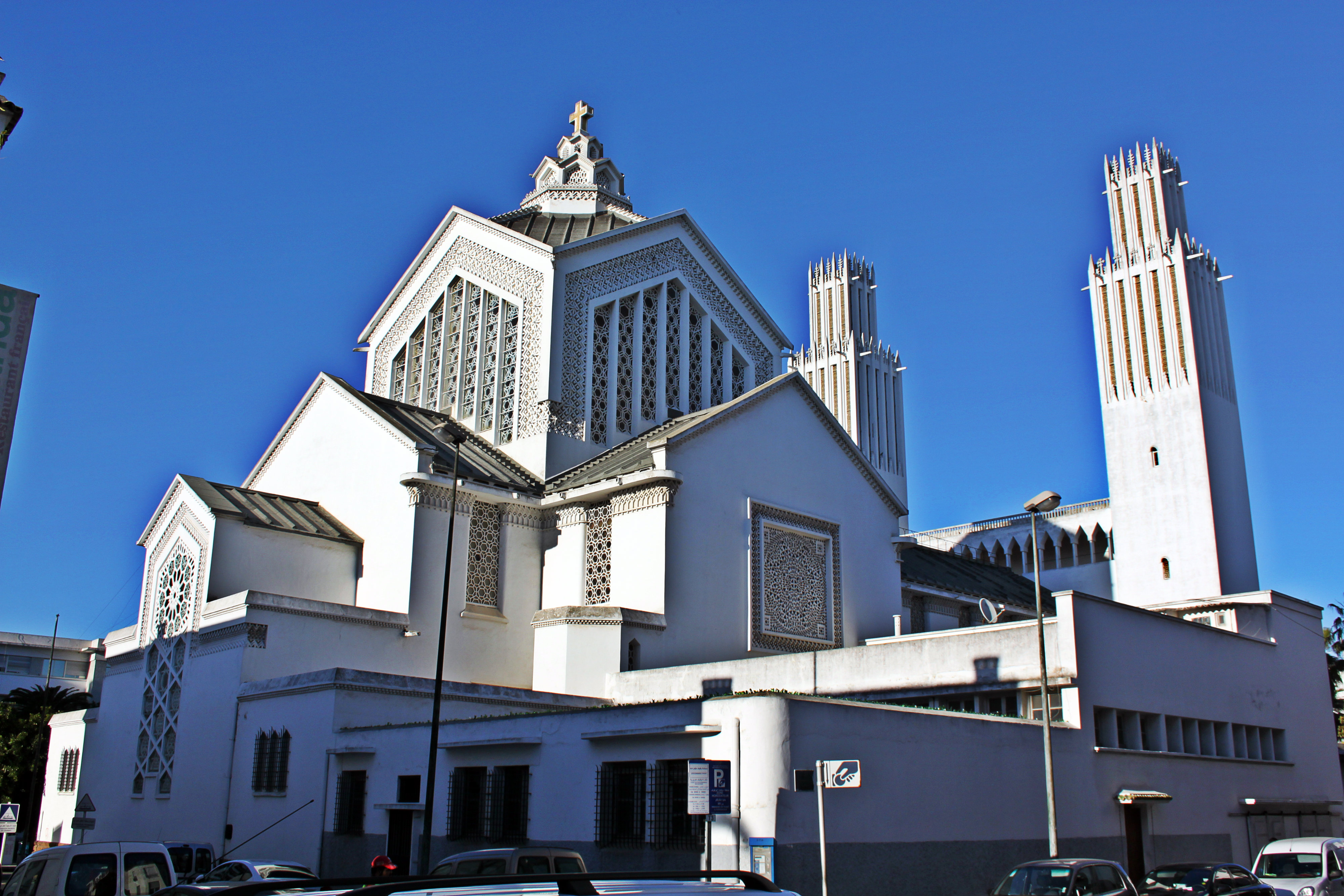
Cathédrale Saint-Pierre de Rabat.
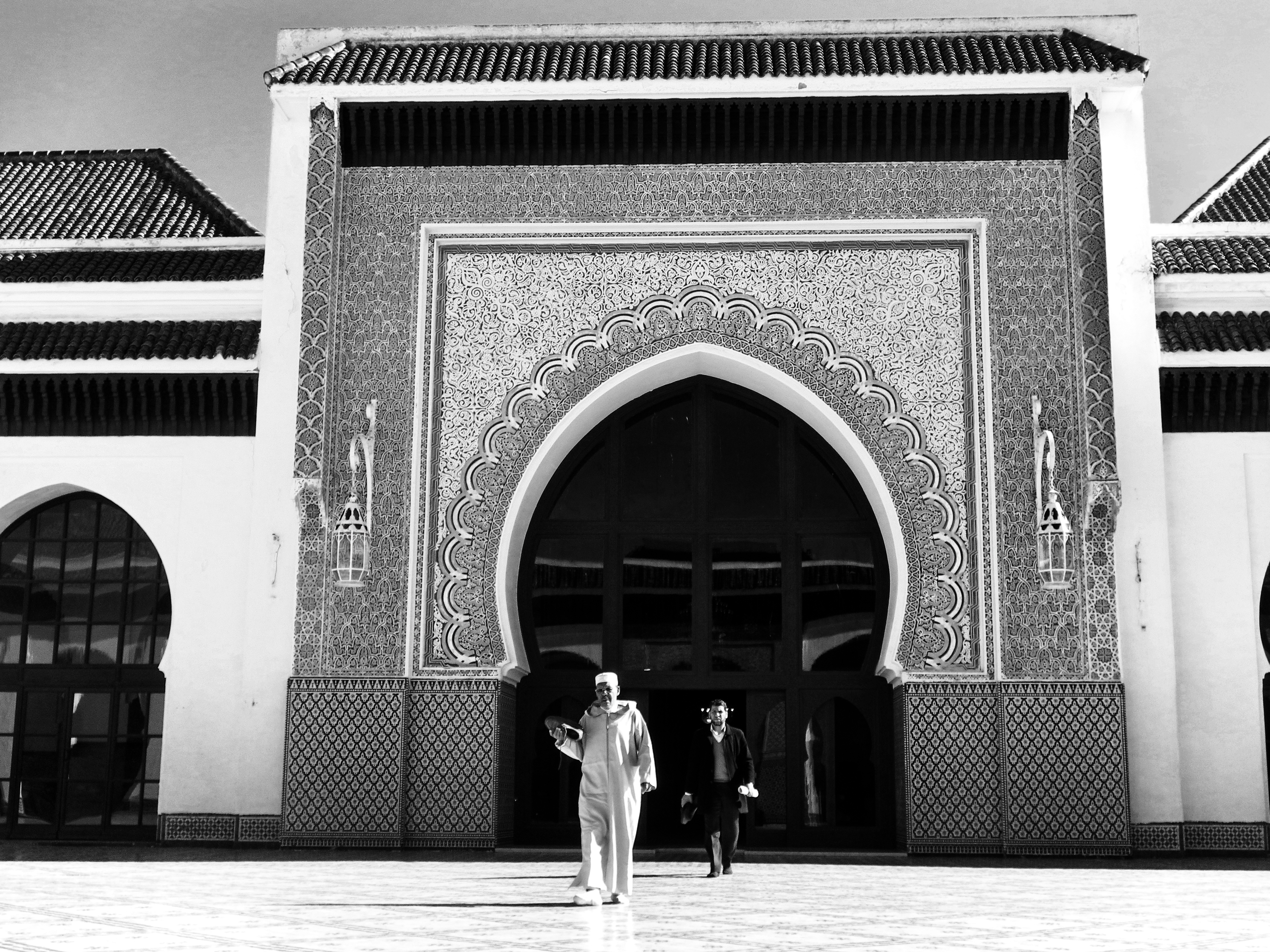
La mosquée As-Sunna à Rabat. Des personnes sortent de Salat Dhuhr, la prière de midi, novembre 2013.
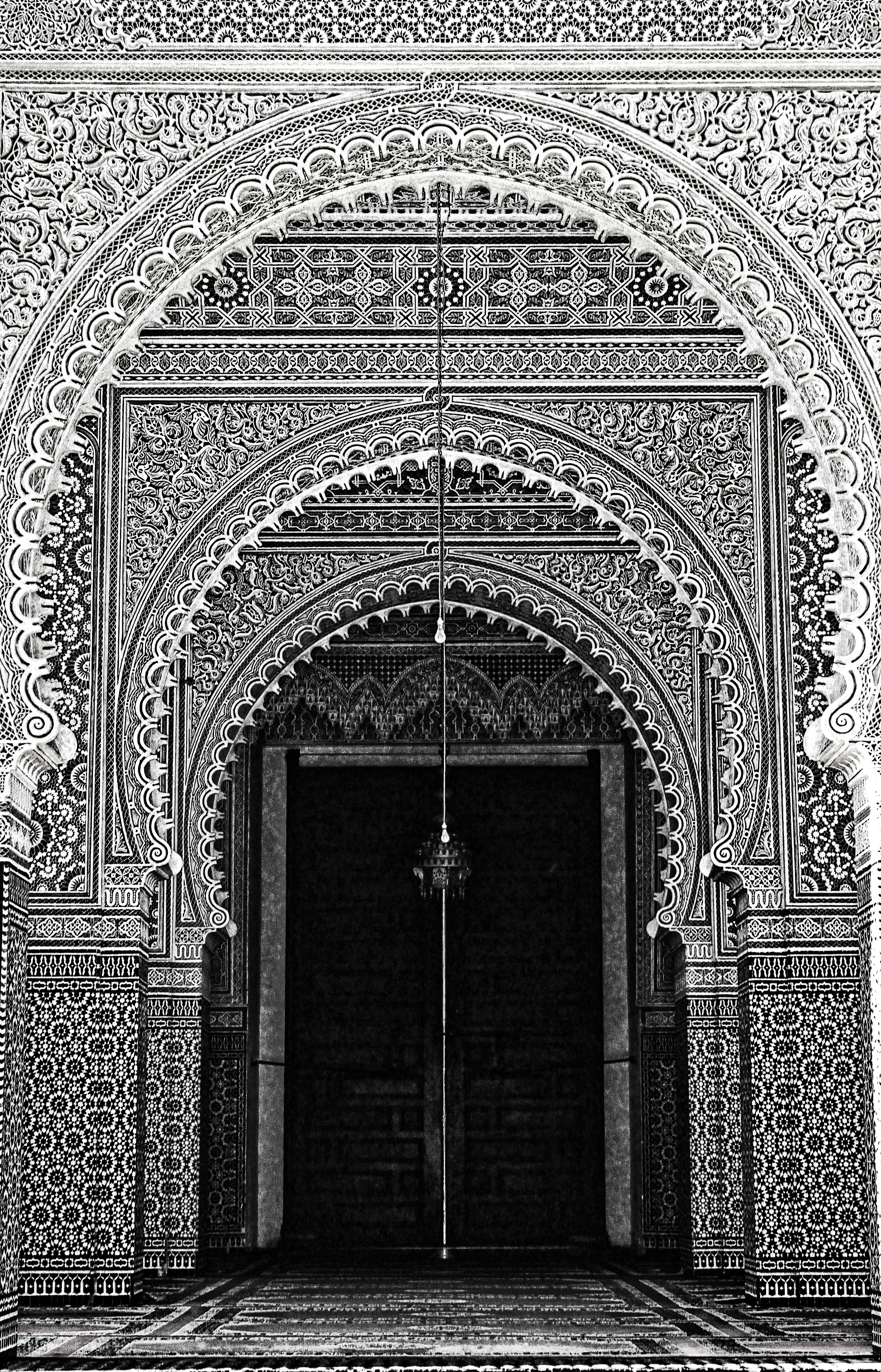
Une porte de la mosquée As-Sunna à Rabat, décembre 2013.

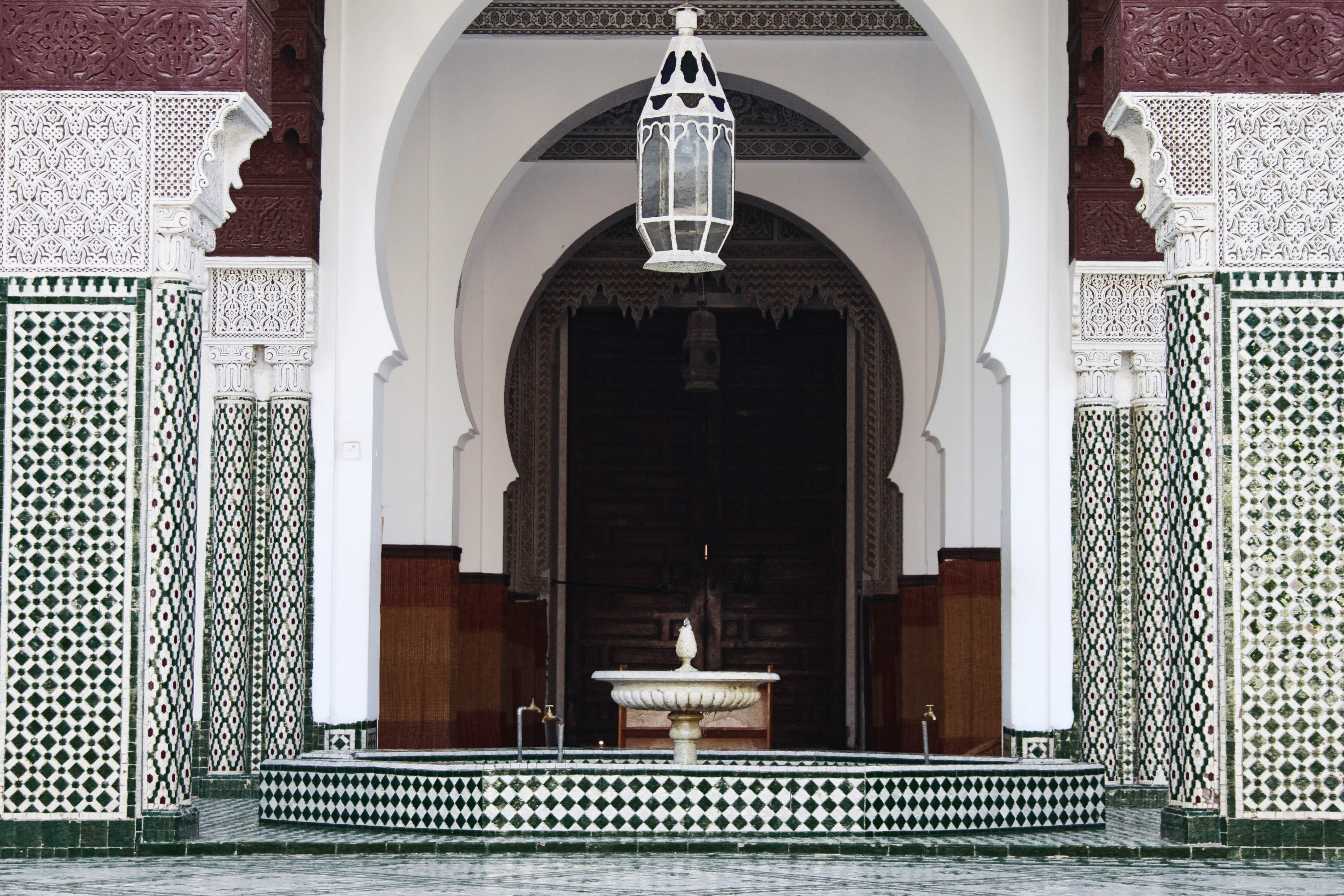
Rabat, mosquée As-Sunna.

Parmi les lieux de culte, il y a principalement des mosquées. Il y a aussi des églises et des temples chrétiens : Archidiocèse de Rabat (Église catholique), Église évangélique au Maroc (Communion mondiale d'Églises réformées), Église orthodoxe russe de Rabat.

## Monuments
- La kasbah des Oudayas : ribat surplombant l'embouchure de l'oued Bou Regreg où se trouve le musée des Oudayas : le ribat conçu à l'origine est devenu l'abri du musée national des Bijoux ;
- La tour Hassan, ruines de la mosquée bâtie par Ya'qub al-Mansūr, détruite au moment du séisme de 1755 à Lisbonne et le mausolée de Mohammed V : où reposent le défunt roi Mohammed V et ses deux fils, le défunt roi Hassan II et son frère cadet Moulay Abdellah[46] ;
- La nécropole de Chella : bâtie en 1339, Chella était une ancienne agglomération phénicienne, carthaginoise et romaine[47] ;
- La section monumentale de l'avenue Mohammed V et la mosquée Sunna : l'avenue Mohammed V prend naissance au pied de la mosquée Sunna pour se terminer au boulevard El Alou, après un cheminement de plusieurs kilomètres à travers la ville, en passant par le Parlement, la Banque d'État du Maroc et plusieurs immeubles coloniaux.
- Palais royal (Dâr-al-Makhzen) : le palais royal et le siège du gouvernement où travaillent et résident plus de 2 000 personnes. On accède au palais par une vaste esplanade, le « Méchouar »[48] ;
- Bab ar-Rouah et l'avenue des Forces armées royales (FAR) : la plus célèbre des portes monumentales de Rabat veut dire, selon les uns « porte des vents », selon d'autres « porte du retour ». De l'époque Almohade, comme Bab Oudaïa, elle surprend par la richesse de sa décoration. Il s'agissait de la seule porte d'accès à Rabat, par voie terrestre.
- L'ancienne médina : bordée au nord par le Bouregreg, protégée de l'océan à l'ouest par les murs d'enceintes de la Kasbah des Oudayas, elle est ceinturée à l'est par les murailles almohades et au sud par le mur des Andalous qui sépare la ville nouvelle de la ville ancienne.
- Bab El Had: construite à la fin du XIIe siècle par Yaacoub El Mansour. Il s'agit de l'une des portes qui forment la muraille des Almohades. « El Had » veut dire en arabe « le fil de l'épée » (Had Essayf). Elle a été nommée ainsi car c'était devant cette porte qu'on exécutait les meurtriers devant la foule à l'aide d'un sabre. Ces exécutions se tenaient en public pour faire comprendre aux entrants à la ville que les meurtres n'y étaient pas tolérés[49],[50].

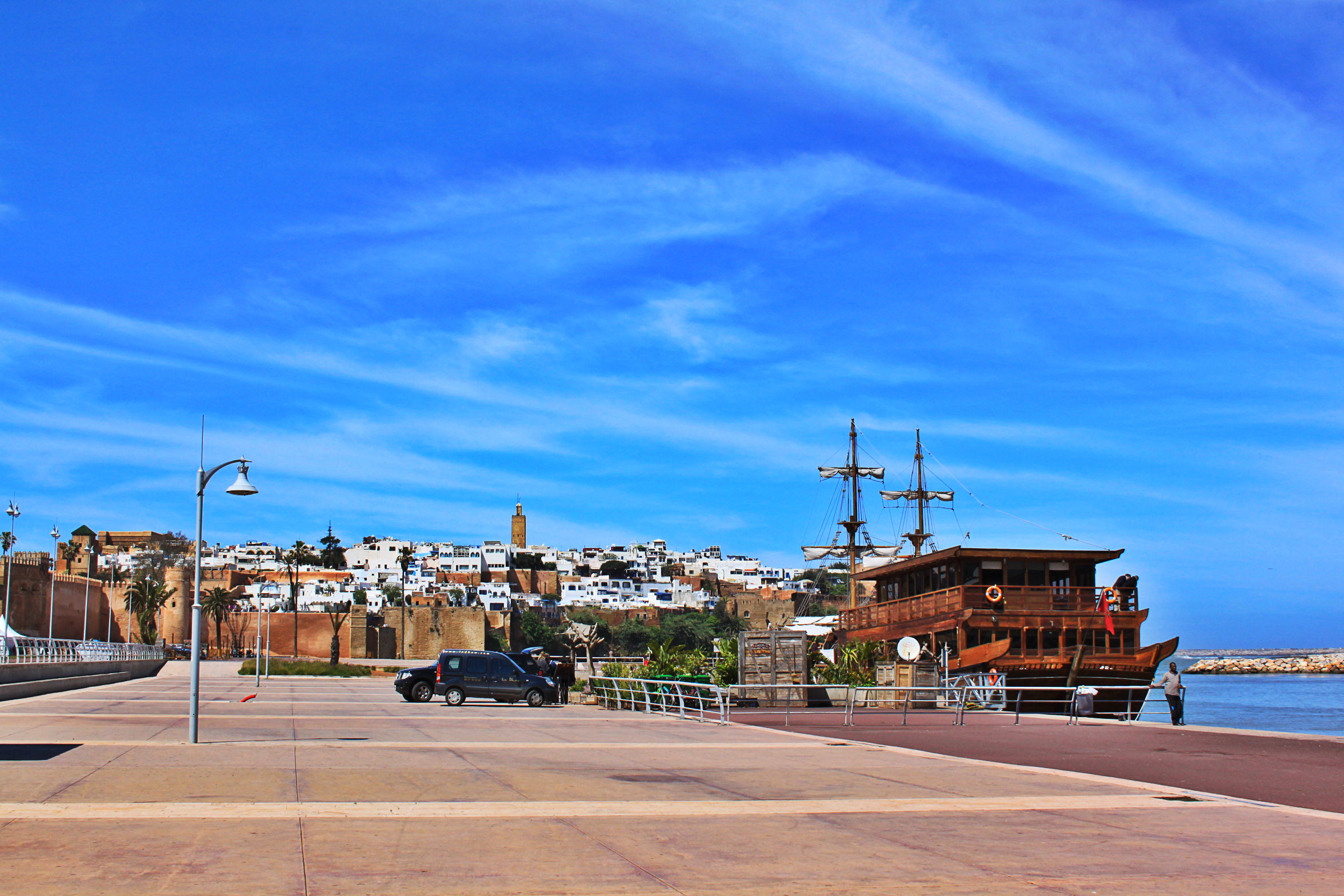
Oudayas.
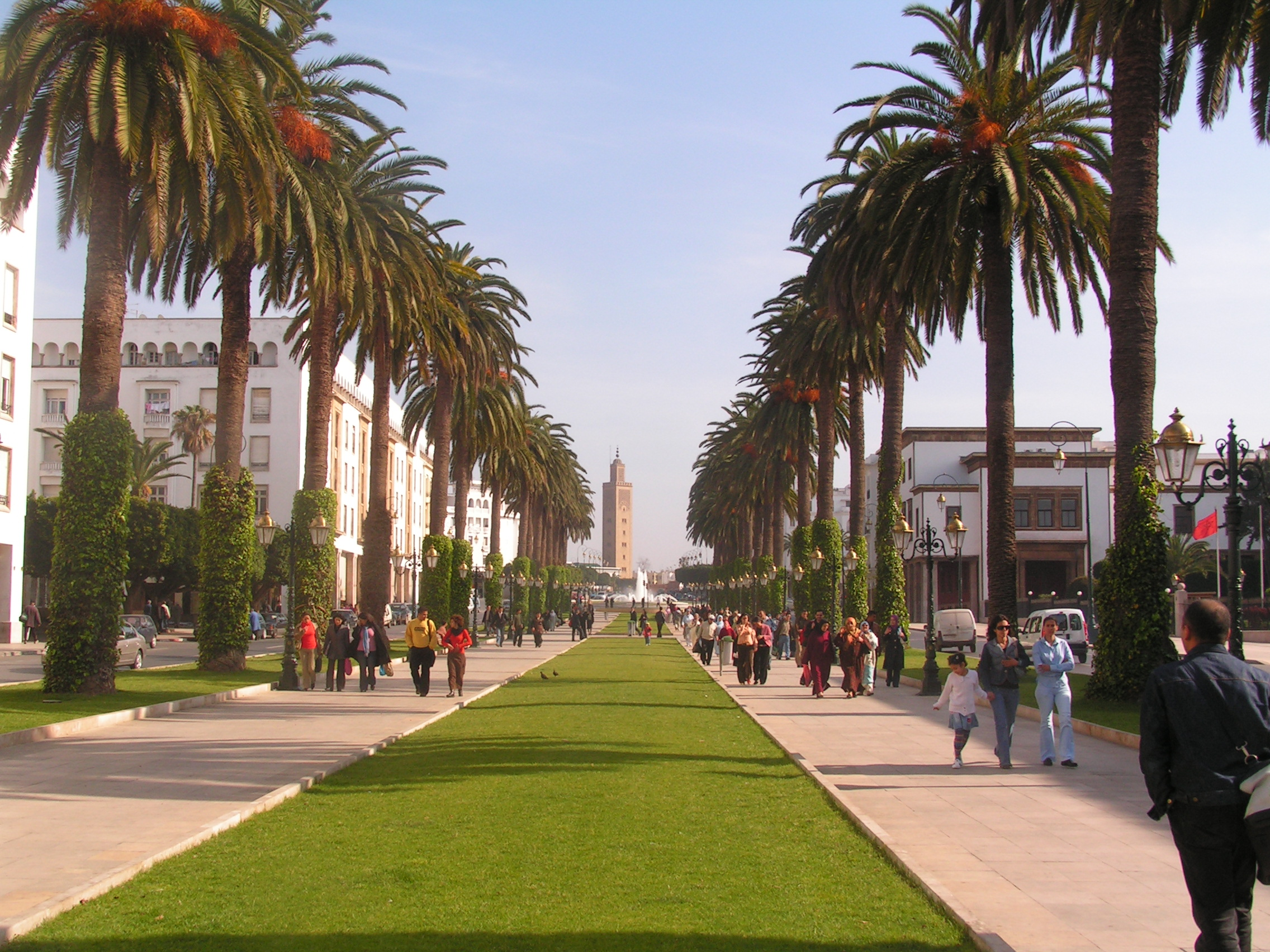
Avenue Mohammed-V.
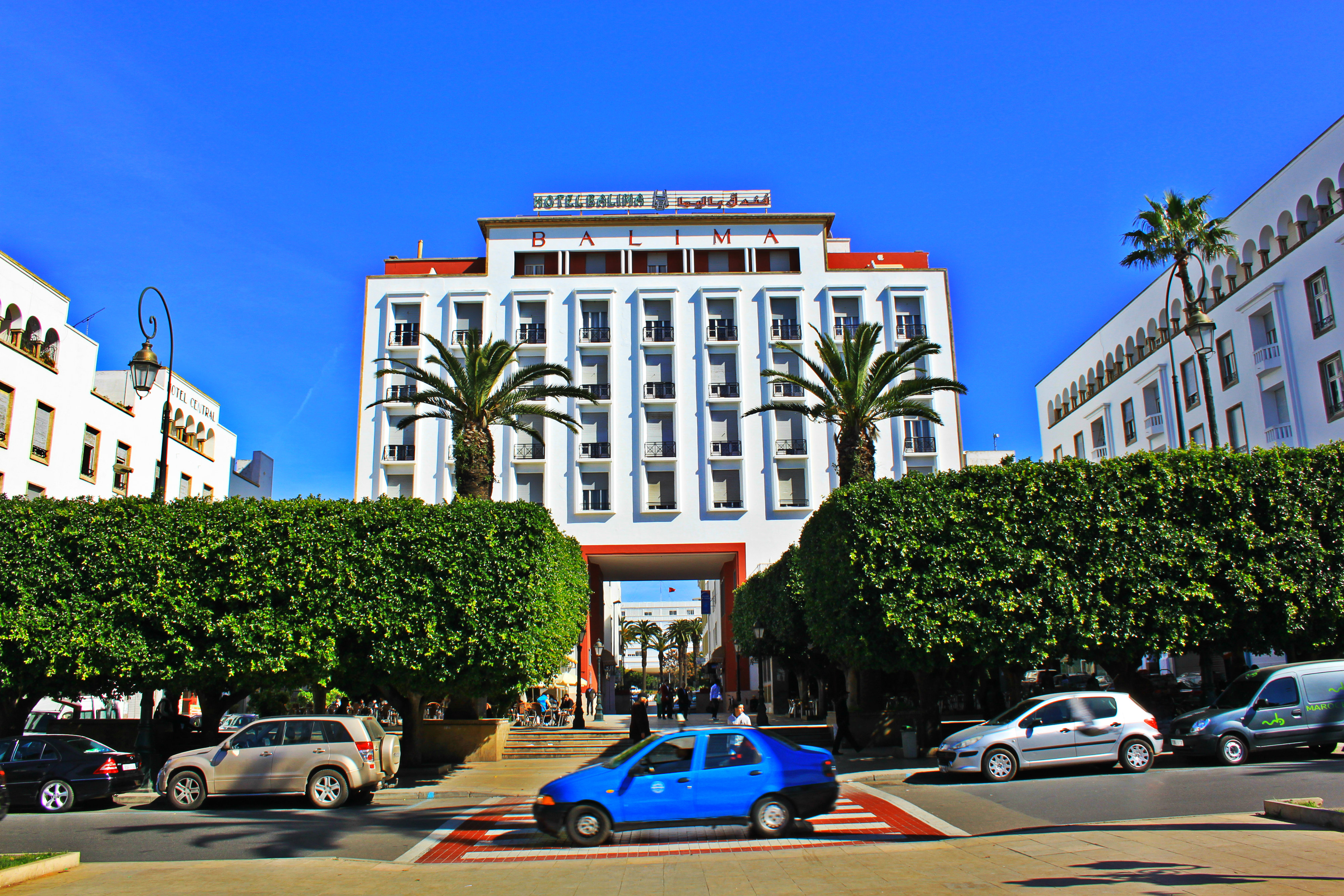
Hôtel Balima.

## Culture

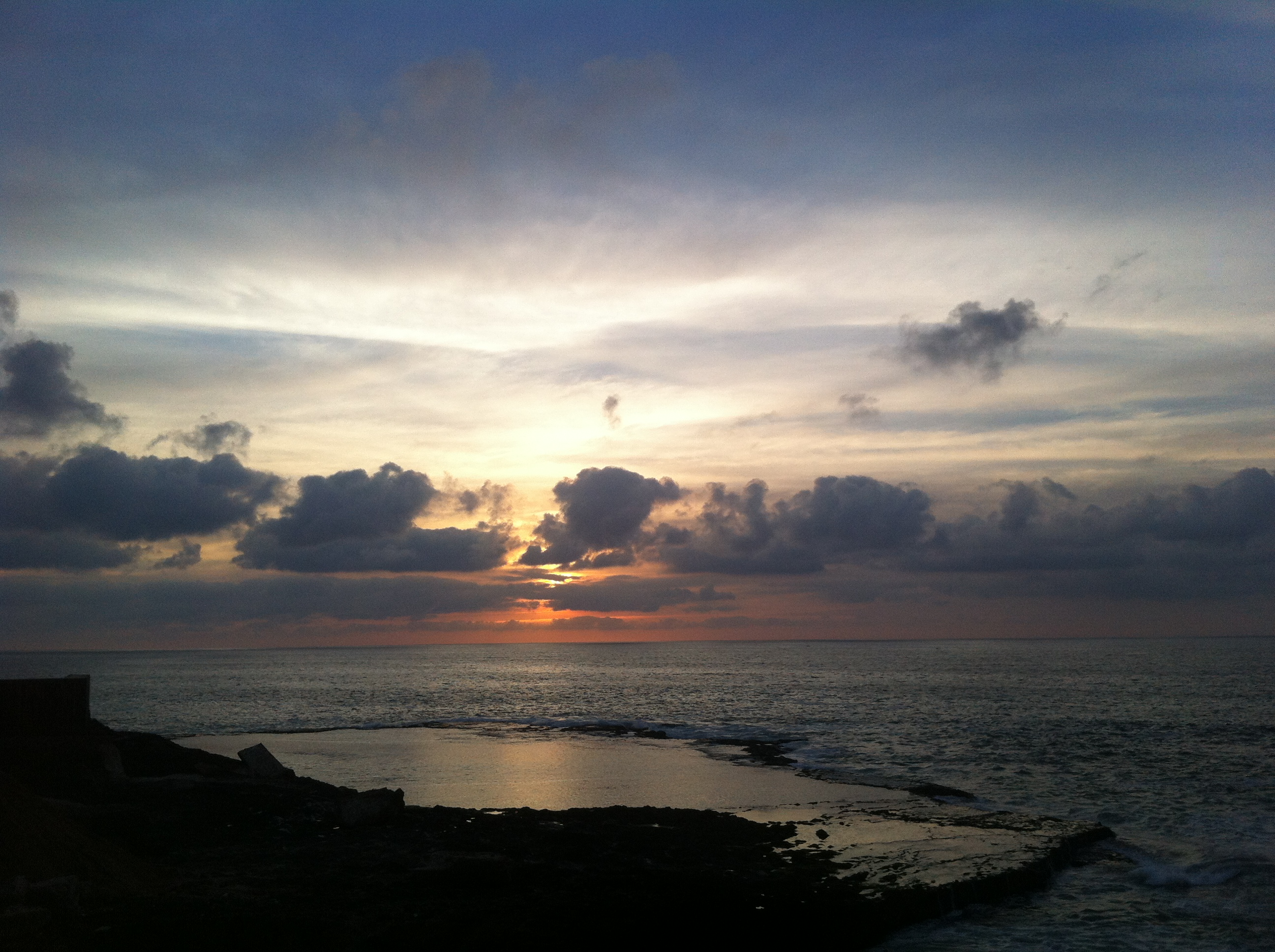
Coucher de soleil à côté du quartier l'Océan, Rabat.

- La médina : construite au XVIIe siècle pour accueillir les réfugiés d'Andalousie, elle est aujourd'hui connue pour son mellah (ancien quartier juif), son souk couvert Es-Sebat dans la rue des Consuls, et toutes autres sortes de boutiques diversifiées[51] ;
- Le parc Ibn-Sina : appelé communément « parc Hilton » en raison de sa proximité avec l''hôtel situé juste à côté, désormais Sofitel. Le parc est aussi le poumon vert de l'agglomération avec des plantations de pins et d'eucalyptus[52] ;
- Le jardin d'Essais : situé au milieu de la ville et divisé en deux par l'avenue de la Victoire
- La ceinture verte de Rabat : c'est une forêt protégée séparant Rabat de Témara.
- Le golf et le palais Dar es-Salam : golf de 45 trous qui abrite chaque année le prestigieux trophée international de golf Hassan-II[53] ;
- La Villa des Arts : petit établissement abritant des expositions, et nombre d'activités pour étudiants
- L'avenue Mohammed V située en plein centre de Rabat, le long de laquelle se trouvent le Parlement et de nombreux cafés et magasins.
- L'Agdal : ancien quartier européen, c'est un important centre d'activité de la ville, on y trouve les principaux établissements universitaires et hospitaliers (CHU Ibn Sina et plusieurs cliniques privées), de nombreuses agences gouvernementales, de nombreux magasins pour le shopping dont le grand mall d’Arribat Center.
- Le nouveau centre d'affaires et administratif Hay Riad (spécialement l'avenue Annakhil et le Mahaj Riad).
- La marina de Bouregreg.
- Les plages allant de Harhoura à Skhirat.
- Le Festival Mawazine qui se tient annuellement pendant la fin du mois de mai et le début du mois de juin, qui dure une semaine et qui est étendu sur toute la ville. (il a attiré deux millions de spectateurs en 2009).
- Le Musée Mohamed VI d'art moderne et contemporain : premier musée d'art contemporain au Maroc, ouvert depuis 2014. Des expositions y sont organisées, à côté d'une collection permanente comprenant plus de trois cents œuvres d'artistes contemporains marocains
- Le Musée de l'histoire et des civilisations, ouvert depuis 2017.

## Enseignement supérieur et recherche
Rabat est, avec Casablanca, la ville dans laquelle se concentre la majorité des établissements d'enseignement supérieur marocains, malgré les tentatives récentes de décentralisation de l'enseignement supérieur. L'université Mohammed V, première université fondée après l'indépendance (1957), a été scindée en 1992 en deux universités : l'université Mohammed V - Agdal et l'université Mohammed V - Souissi. En septembre 2014 ces deux universités ont fusionné pour redonner naissance à l'université Mohammed V de Rabat.
L'université comprend les deux premiers établissements d'enseignement supérieur du Maroc : la Faculté des Lettres et des Sciences humaines fondé en 1917 (anciennement appelé Institut des Hautes études marocaines), l'Institut scientifique fondé en 1920 (anciennement appelé Institut scientifique chérifien), la plus ancienne école d'ingénieurs du Maroc et d'Afrique : l'École Mohammadia d'ingénieurs, fondée en 1959 et située à l'Agdal.
L'université Mohammed V accueille 87 000 étudiants (chiffres 2019-2020), dont environ 6 500 en 3e cycle. Les filières de formation comprennent le droit, l'économie, la santé, les sciences humaines et sociales, les sciences de l'éducation et l'ingénierie informatique.
De nombreux autres établissements d'enseignement supérieur publics sont installés à Rabat, tels l'institut supérieur de l'information et de la communication (ISIC), l'école nationale d'architecture (ENA), l'institut national des postes et télécommunications (INPT), l'institut agronomique et vétérinaire Hassan II (IAV) , l'école nationale d'industrie minérale (ENAM), l'institut national de statistique et d'économie appliquée (INSEA), l'académie marocaine des études diplomatiques et l'université internationale de Rabat (UIR).
À côté existent également des établissements privés comme l'école supérieure de management, d'informatique et de télécommunication (ESMIT), l'institut supérieur du génie appliqué (IGA), l'école marocaine des sciences de l'ingénieur (EMSI), l'institut des hautes études de management (HEM), l'école supérieure des sciences et technologies de l’ingénierie (ESSTI) et SIST British University. Dans le domaine des sciences humaines l'institut universitaire pour la recherche scientifique a été dirigé par Abdelkébir Khatibi.

## Personnalités nées à Rabat

### Politiciens
- Reuven Abergel, militant politique israélien
- Mehdi Ben Barka, homme politique marocain
- Abdel-Ilah Benkiran, premier ministre marocain
- Richard Dell'Agnola, homme politique français
- Myriam El Khomri, femme politique franco-marocaine
- Bernard de Froment, homme politique français
- Paquita Gorroño, républicaine espagnole, secrétaire personnelle du roi Hassan II, dite « La Passionnée de Rabat »
- David Lévy, homme politique israélien
- Marc Perrin de Brichambaut, juge et diplomate français
- Axel Poniatowski, homme politique français
- Dominique de Villepin, ancien Premier ministre français

### Scientifiques
- Kawtar Hafidi, physicienne marocaine
- Helene Hagan (en), anthropologue américaine
- Pierre Audibert, journaliste et mathématicien français
- Abdel El Manira, neuroscientifique maroco-suédois

### Écrivains et philosophes
- Mahdi Elmandjra, professeur et écrivain marocain
- Abdellah Taïa, écrivain marocain
- Alain Badiou, philosophe français
- Mohammed Berrada, écrivain marocain
- Abdelfattah Kilito, écrivain marocain
- Houria Boussejra, romancière marocaine
- Laila Lalami, romancière marocaine d'expression anglaise
- Rachid O, écrivain marocain
- Leïla Slimani, romancière, prix Goncourt 2016
- Hajar Azell, romancière franco-marocaine
- Souad Jamaï, cardiologue, écrivaine franco-marocaine.

### Artistes
- Siham Assif, actrice marocaine
- Samira Said, chanteuse, lauréate du World Music Award en 2003
- Rachid El Ouali, acteur marocain
- Assaâd Bouab, acteur marocain
- Anas El Baz, acteur marocain
- Hicham Lahlou, designer marocain.
- Mehdi Qotbi, peintre marocain
- Macha Méril, actrice française
- Bernard Queysanne, réalisateur et scénariste français
- French Montana, rappeur, producteur et entrepreneur américano-marocain
- Azzouz El Houri, musicien belgo-marocain
- Roland Giraud, acteur français
- Vigon, chanteur marocain

### Sportifs
- Marcel Campagnac, footballeur français
- Mohamed Timoumi, footballeur marocain, Ballon d'or africain en 1985
- Nezha Bidouane, spécialiste des 400 m haies, double championne du monde
- Younès El Aynaoui, joueur de tennis, classé 14e au classement ATP le 3 novembre 2003
- Younès Moudrik, spécialiste du saut en longueur et du triple saut, double champion d'Afrique
- Aziz Daouda, technicien marocain d’athlétisme, manager de Said Aouita, Hicham El Guerrouj et Nezha Bidouane
- Yassine El Maachi, boxeur marocain

### Autres personnalités
- Nezha Alaoui, entrepreneure, innovatrice sociale et philanthrope ;
- Raoul André, réalisateur et scénariste de cinéma français ;
- Philippe Barbarin, cardinal, archevêque de Lyon ;
- Othmane Benzakour, producteur de films marocain.
- Abdeljelil Fenjiro, directeur général de l'agence Maghreb Arabe Presse de 1974 à 1999 ;
- Michel Minéo, ingénieur français, concepteur et constructeur de planeurs ;
- Salima Naji, architecte et anthropologue marocaine ;
- Georges Pernoud, journaliste, animateur et producteur de télévision français ;
- Hind Sahli, mannequin femme ;
- Sofia Saïdi, mannequin femme et animatrice de télévision ;
- Nabil Layachi, nutritionniste ;
- Frédéric Weisgerber, y vécut, y mourut et y est inhumé ;
- Jawad Ziyat, homme d'affaires et gestionnaire, président du Raja Club Athletic depuis 2018.

## Sport

### Football
La ville compte aussi le stade national du Maroc : Complexe sportif Moulay Abdellah. Ce dernier fut construit en 1983. Les équipes de football locales sont :
- l'Association sportive des FAR (Centre sportif des FAR) ;
- le FUS de Rabat (Stade Belvédère) ;
- le Stade Marocain (stade Choude) ;
- l'Hilal de Rabat (Union Yacoub El Mansour) ;
- l'Union de Touarga (Stade du palais royal) ;
- Youssoufia Club de Rabat.

### Handball
Les équipes de handball locales sont :
- les AS FAR[56] ;
- le FUS de Rabat ;
- le Stade Marocain.

### Basket-ball
Les équipes de basket-ball locales sont :
- le AS FAR ;
- le FUS de Rabat ;
- le Moghreb de Rabat.

### Volley-ball
Les équipes de volley-ball locales sont :
- le AS FAR ;
- le FUS de Rabat ;
- le Crédit agricole Rabat.

### Équitation
Au Royal club équestre de Dar Es Salam à Rabat, tous les ans, se déroule la Semaine du cheval animée notamment par les championnats marocains. Les championnats les plus appréciés sont ceux de saut d'obstacles. Rabat dispose d'une quinzaine de clubs équestres dont le plus connu est le club Dar El-salam à l'est de la capitale.

## Clubs et centres de loisirs
- Le Club Wifaq
- Stade marocain Tennis, avenue Ibn-Battouta, créé en 1919
- Stade marocain Boules-Pétanque, avenue Ibn Battouta, créé en 1919
- Olympique marocain
- Tennis des PTT
- Tennis des Cheminots
- Royal Golf Dar Essalam
- Royal Club Équestre du Lac
- Le Club de la Justice
- Le Club travaux public
- Le Riad-club Rabat
- L'union sportive des cheminots du Maroc (USCM)
- Club Moulay Rachid
- Le parc d'attractions de Magic Parck
- La patinoire et le bowling du Mega Mall
- Club d'agriculture
- Maghreb de Rabat

## Jumelages
- Hornachos (Espagne) depuis 2004[57]
- Madrid (Espagne)
- Honolulu (États-Unis)
- Athènes (Grèce)
- Stockholm (Suède)
- Istanbul (Turquie)
- Tunis (Tunisie)
- Alger (Algérie)
- Amman (Jordanie)
- Jérusalem-Est (Palestine)
- Bethléem (Palestine)
- Mantes-la-Jolie (France)